# Liste der Isle-of-Man-TT-Sieger
Die folgende Liste nennt alle Sieger des jährlich auf der Isle of Man ausgetragenen Motorrad-Straßenrennens Isle of Man TT, geordnet nach Jahr und Klasse.
| Legende                                           |
| ------------------------------------------------- |
| Rennen im Rahmen der Motorrad-Weltmeisterschaft   |
| Rennen im Rahmen der Formula TT                   |
| Rennen im Rahmen der Motorrad-Europameisterschaft |

| Auflage                                                     | Jahr | Strecke                                               | Klasse                                                | Sieger                                                |                                                       |
| ----------------------------------------------------------- | ---- | ----------------------------------------------------- | ----------------------------------------------------- | ----------------------------------------------------- | ----------------------------------------------------- |
| 1                                                           | 1907 | St. John’s Short Course                               | Single Cylinder                                       | Charlie Collier (Matchless-J.A.P.)                    |                                                       |
| 1                                                           | 1907 | St. John’s Short Course                               | Twin Cylinder                                         | Rem Fowler (Norton-Peugeot)                           |                                                       |
|                                                             |      |                                                       |                                                       |                                                       |                                                       |
| 2                                                           | 1908 | St. John’s Short Course                               | Single Cylinder                                       | Jack Marshall (Triumph)                               |                                                       |
| 2                                                           | 1908 | St. John’s Short Course                               | Twin Cylinder                                         | Harry Reed (DOT)                                      |                                                       |
|                                                             |      |                                                       |                                                       |                                                       |                                                       |
| 3                                                           | 1909 | St. John’s Short Course                               | 500-cm³-Single & 750-cm³-Twin                         | Harry Collier (Matchless)                             |                                                       |
|                                                             |      |                                                       |                                                       |                                                       |                                                       |
| 4                                                           | 1910 | St. John’s Short Course                               | 500-cm³-Single & 750-cm³-Twin                         | Charlie Collier (Matchless)                           |                                                       |
|                                                             |      |                                                       |                                                       |                                                       |                                                       |
| 5                                                           | 1911 | Mountain Course                                       | Junior                                                | Percy Evans (Humber)                                  |                                                       |
| 5                                                           | 1911 | Mountain Course                                       | Senior                                                | Oliver Godfrey (Indian)                               |                                                       |
|                                                             |      |                                                       |                                                       |                                                       |                                                       |
| 6                                                           | 1912 | Mountain Course                                       | Junior                                                | Harry Bashall (Douglas)                               |                                                       |
| 6                                                           | 1912 | Mountain Course                                       | Senior                                                | Frank Applebee (Scott)                                |                                                       |
|                                                             |      |                                                       |                                                       |                                                       |                                                       |
| 7                                                           | 1913 | Mountain Course                                       | Junior                                                | Hugh Mason (NUT)                                      |                                                       |
| 7                                                           | 1913 | Mountain Course                                       | Senior                                                | Tim Wood (Scott)                                      |                                                       |
|                                                             |      |                                                       |                                                       |                                                       |                                                       |
| 8                                                           | 1914 | Mountain Course                                       | Junior                                                | Eric Williams (A.J.S.)                                |                                                       |
| 8                                                           | 1914 | Mountain Course                                       | Senior                                                | Cyril Pullin (Rudge)                                  |                                                       |
|                                                             |      |                                                       |                                                       |                                                       |                                                       |
| 1915–1919 keine Isle of Man TT wegen des Ersten Weltkriegs  |      |                                                       |                                                       |                                                       |                                                       |
|                                                             |      |                                                       |                                                       |                                                       |                                                       |
| 9                                                           | 1920 | Mountain Course                                       | Junior                                                | Cyril Williams (A.J.S.)                               |                                                       |
| 9                                                           | 1920 | Mountain Course                                       | Senior                                                | Tommy de la Hay (Sunbeam)                             |                                                       |
|                                                             |      |                                                       |                                                       |                                                       |                                                       |
| 10                                                          | 1921 | Mountain Course                                       | Junior                                                | Eric Williams (A.J.S.)                                |                                                       |
| 10                                                          | 1921 | Mountain Course                                       | Senior                                                | Howard Davies (A.J.S.)                                |                                                       |
|                                                             |      |                                                       |                                                       |                                                       |                                                       |
| 11                                                          | 1922 | Mountain Course                                       | Lightweight                                           | Geoff Davison (Levis)                                 |                                                       |
| 11                                                          | 1922 | Mountain Course                                       | Junior                                                | Tom Sheard (A.J.S.)                                   |                                                       |
| 11                                                          | 1922 | Mountain Course                                       | Senior                                                | Alec Bennett (Sunbeam)                                |                                                       |
|                                                             |      |                                                       |                                                       |                                                       |                                                       |
| 12                                                          | 1923 | Mountain Course                                       | Lightweight                                           | Jock Porter (New Gerrard)                             |                                                       |
| 12                                                          | 1923 | Mountain Course                                       | Junior                                                | Stanley Woods (Cotton)                                |                                                       |
| 12                                                          | 1923 | Mountain Course                                       | Senior                                                | Tom Sheard (Douglas)                                  |                                                       |
| 12                                                          | 1923 | Mountain Course                                       | Gespanne                                              | Freddie Dixon / Walter Derry (Douglas)                |                                                       |
|                                                             |      |                                                       |                                                       |                                                       |                                                       |
| 13                                                          | 1924 | Mountain Course                                       | Ultra-Lightweight                                     | Jock Porter (New Gerrard)                             |                                                       |
| 13                                                          | 1924 | Mountain Course                                       | Lightweight                                           | Edwin Twemlow (New Imperial)                          |                                                       |
| 13                                                          | 1924 | Mountain Course                                       | Junior                                                | Kenneth Twemlow (New Imperial)                        |                                                       |
| 13                                                          | 1924 | Mountain Course                                       | Senior                                                | Alec Bennett (Norton)                                 |                                                       |
| 13                                                          | 1924 | Mountain Course                                       | Gespanne                                              | George Tucker / Walter Moore (Norton)                 |                                                       |
|                                                             |      |                                                       |                                                       |                                                       |                                                       |
| 14                                                          | 1925 | Mountain Course                                       | Ultra-Lightweight                                     | Wal Handley (Rex-Acme)                                |                                                       |
| 14                                                          | 1925 | Mountain Course                                       | Lightweight                                           | Edwin Twemlow (New Imperial)                          |                                                       |
| 14                                                          | 1925 | Mountain Course                                       | Junior                                                | Wal Handley (Rex-Acme)                                |                                                       |
| 14                                                          | 1925 | Mountain Course                                       | Senior                                                | Howard Davies (HRD-J.A.P.)                            |                                                       |
| 14                                                          | 1925 | Mountain Course                                       | Gespanne                                              | Len Parker / Ken Hirstman (Douglas)                   |                                                       |
|                                                             |      |                                                       |                                                       |                                                       |                                                       |
| 15                                                          | 1926 | Mountain Course                                       | Lightweight                                           | Paddy Johnston (Cotton)                               |                                                       |
| 15                                                          | 1926 | Mountain Course                                       | Junior                                                | Alec Bennett (Velocette)                              |                                                       |
| 15                                                          | 1926 | Mountain Course                                       | Senior                                                | Stanley Woods (Norton)                                |                                                       |
|                                                             |      |                                                       |                                                       |                                                       |                                                       |
| 16                                                          | 1927 | Mountain Course                                       | Lightweight                                           | Wal Handley (Rex-Acme)                                |                                                       |
| 16                                                          | 1927 | Mountain Course                                       | Junior                                                | Freddie Dixon (HRD-J.A.P.)                            |                                                       |
| 16                                                          | 1927 | Mountain Course                                       | Senior                                                | Alec Bennett (Norton)                                 |                                                       |
|                                                             |      |                                                       |                                                       |                                                       |                                                       |
| 17                                                          | 1928 | Mountain Course                                       | Lightweight                                           | Frank Longman (OK-Supreme)                            |                                                       |
| 17                                                          | 1928 | Mountain Course                                       | Junior                                                | Alec Bennett (Velocette)                              |                                                       |
| 17                                                          | 1928 | Mountain Course                                       | Senior                                                | Charlie Dodson (Sunbeam)                              |                                                       |
|                                                             |      |                                                       |                                                       |                                                       |                                                       |
| 18                                                          | 1929 | Mountain Course                                       | Lightweight                                           | Syd Crabtree (Excelsior)                              |                                                       |
| 18                                                          | 1929 | Mountain Course                                       | Junior                                                | Freddie Hicks (Velocette)                             |                                                       |
| 18                                                          | 1929 | Mountain Course                                       | Senior                                                | Charlie Dodson (Sunbeam)                              |                                                       |
|                                                             |      |                                                       |                                                       |                                                       |                                                       |
| 19                                                          | 1930 | Mountain Course                                       | Lightweight                                           | Jimmie Guthrie (A.J.S.)                               |                                                       |
| 19                                                          | 1930 | Mountain Course                                       | Junior                                                | Henry Tyrell-Smith (Rudge)                            |                                                       |
| 19                                                          | 1930 | Mountain Course                                       | Senior                                                | Wal Handley (Rudge)                                   |                                                       |
|                                                             |      |                                                       |                                                       |                                                       |                                                       |
| 20                                                          | 1931 | Mountain Course                                       | Lightweight                                           | Graham Walker (A.J.S.)                                |                                                       |
| 20                                                          | 1931 | Mountain Course                                       | Junior                                                | Percy Hunt (Norton)                                   |                                                       |
| 20                                                          | 1931 | Mountain Course                                       | Senior                                                | Percy Hunt (Norton)                                   |                                                       |
|                                                             |      |                                                       |                                                       |                                                       |                                                       |
| 21                                                          | 1932 | Mountain Course                                       | Lightweight                                           | Leo Davenport (New Imperial)                          |                                                       |
| 21                                                          | 1932 | Mountain Course                                       | Junior                                                | Stanley Woods (Norton)                                |                                                       |
| 21                                                          | 1932 | Mountain Course                                       | Senior                                                | Stanley Woods (Norton)                                |                                                       |
|                                                             |      |                                                       |                                                       |                                                       |                                                       |
| 22                                                          | 1933 | Mountain Course                                       | Lightweight                                           | Syd Gleave (Excelsior)                                |                                                       |
| 22                                                          | 1933 | Mountain Course                                       | Junior                                                | Stanley Woods (Norton)                                |                                                       |
| 22                                                          | 1933 | Mountain Course                                       | Senior                                                | Stanley Woods (Norton)                                |                                                       |
|                                                             |      |                                                       |                                                       |                                                       |                                                       |
| 23                                                          | 1934 | Mountain Course                                       | Lightweight                                           | Jimmie Simpson (Rudge)                                |                                                       |
| 23                                                          | 1934 | Mountain Course                                       | Junior                                                | Jimmie Guthrie (Norton)                               |                                                       |
| 23                                                          | 1934 | Mountain Course                                       | Senior                                                | Jimmie Guthrie (Norton)                               |                                                       |
|                                                             |      |                                                       |                                                       |                                                       |                                                       |
| 24                                                          | 1935 | Mountain Course                                       | Lightweight                                           | Stanley Woods (Moto Guzzi)                            |                                                       |
| 24                                                          | 1935 | Mountain Course                                       | Junior                                                | Jimmie Guthrie (Norton)                               |                                                       |
| 24                                                          | 1935 | Mountain Course                                       | Senior                                                | Stanley Woods (Moto Guzzi)                            |                                                       |
|                                                             |      |                                                       |                                                       |                                                       |                                                       |
| 25                                                          | 1936 | Mountain Course                                       | Lightweight                                           | Bob Foster (New Imperial)                             |                                                       |
| 25                                                          | 1936 | Mountain Course                                       | Junior                                                | Freddie Frith (Norton)                                |                                                       |
| 25                                                          | 1936 | Mountain Course                                       | Senior                                                | Jimmie Guthrie (Norton)                               |                                                       |
|                                                             |      |                                                       |                                                       |                                                       |                                                       |
| 26                                                          | 1937 | Mountain Course                                       | Lightweight                                           | Omobono Tenni (Moto Guzzi)                            |                                                       |
| 26                                                          | 1937 | Mountain Course                                       | Junior                                                | Jimmie Guthrie (Norton)                               |                                                       |
| 26                                                          | 1937 | Mountain Course                                       | Senior                                                | Freddie Frith (Norton)                                |                                                       |
|                                                             |      |                                                       |                                                       |                                                       |                                                       |
| 27                                                          | 1938 | Mountain Course                                       | Lightweight                                           | Ewald Kluge (DKW)                                     |                                                       |
| 27                                                          | 1938 | Mountain Course                                       | Junior                                                | Stanley Woods (Velocette)                             |                                                       |
| 27                                                          | 1938 | Mountain Course                                       | Senior                                                | Harold Daniell (Norton)                               |                                                       |
|                                                             |      |                                                       |                                                       |                                                       |                                                       |
| 28                                                          | 1939 | Mountain Course                                       | Lightweight                                           | Ted Mellors (Benelli)                                 |                                                       |
| 28                                                          | 1939 | Mountain Course                                       | Junior                                                | Stanley Woods (Velocette)                             |                                                       |
| 28                                                          | 1939 | Mountain Course                                       | Senior                                                | Georg Meier (BMW)                                     |                                                       |
|                                                             |      |                                                       |                                                       |                                                       |                                                       |
| 1940–1946 keine Isle of Man TT wegen des Zweiten Weltkriegs |      |                                                       |                                                       |                                                       |                                                       |
|                                                             |      |                                                       |                                                       |                                                       |                                                       |
| 29                                                          | 1947 | Mountain Course                                       | Lightweight                                           | Manliff Barrington (Moto Guzzi)                       |                                                       |
| 29                                                          | 1947 | Mountain Course                                       | Junior                                                | Bob Foster (Velocette)                                |                                                       |
| 29                                                          | 1947 | Mountain Course                                       | Senior                                                | Harold Daniell (Norton)                               |                                                       |
| 29                                                          | 1947 | Mountain Course                                       | Clubmans Lightweight                                  | Basil Keys (A.J.S.)                                   |                                                       |
| 29                                                          | 1947 | Mountain Course                                       | Clubmans Junior                                       | Denis Parkinson (Norton)                              |                                                       |
| 29                                                          | 1947 | Mountain Course                                       | Clubmans Senior                                       | Eric Briggs (Norton)                                  |                                                       |
|                                                             |      |                                                       |                                                       |                                                       |                                                       |
| 30                                                          | 1948 | Mountain Course                                       | Lightweight                                           | Maurice Cann (Moto Guzzi)                             |                                                       |
| 30                                                          | 1948 | Mountain Course                                       | Junior                                                | Freddie Frith (Velocette)                             |                                                       |
| 30                                                          | 1948 | Mountain Course                                       | Senior                                                | Artie Bell (Norton)                                   |                                                       |
| 30                                                          | 1948 | Mountain Course                                       | Clubmans Lightweight                                  | Monty Lockwood (Excelsior)                            |                                                       |
| 30                                                          | 1948 | Mountain Course                                       | Clubmans Junior                                       | Ronnie Hazlehurst (Velocette)                         |                                                       |
| 30                                                          | 1948 | Mountain Course                                       | Clubmans Senior                                       | John Daniels (Vincent HRD)                            |                                                       |
|                                                             |      |                                                       |                                                       |                                                       |                                                       |
| 31                                                          | 1949 | Mountain Course                                       | Lightweight                                           | Manliff Barrington (Moto Guzzi)                       |                                                       |
| 31                                                          | 1949 | Mountain Course                                       | Junior                                                | Freddie Frith (Velocette)                             |                                                       |
| 31                                                          | 1949 | Mountain Course                                       | Senior                                                | Harold Daniell (Norton)                               |                                                       |
| 31                                                          | 1949 | Mountain Course                                       | Clubmans Lightweight                                  | Cyril Taft (Excelsior)                                |                                                       |
| 31                                                          | 1949 | Mountain Course                                       | Clubmans Junior                                       | Harold Clark (BSA)                                    |                                                       |
| 31                                                          | 1949 | Mountain Course                                       | Clubmans Senior                                       | Geoff Duke (Norton)                                   |                                                       |
| 31                                                          | 1949 | Mountain Course                                       | Clubmans 1000 cc                                      | Dennis Lashmar (Vincent HRD)                          |                                                       |
|                                                             |      |                                                       |                                                       |                                                       |                                                       |
| 32                                                          | 1950 | Mountain Course                                       | Lightweight                                           | Dario Ambrosini (Benelli)                             |                                                       |
| 32                                                          | 1950 | Mountain Course                                       | Junior                                                | Artie Bell (Norton)                                   |                                                       |
| 32                                                          | 1950 | Mountain Course                                       | Senior                                                | Geoff Duke (Norton)                                   |                                                       |
| 32                                                          | 1950 | Mountain Course                                       | Clubmans Lightweight                                  | Frank Fletcher (Excelsior)                            |                                                       |
| 32                                                          | 1950 | Mountain Course                                       | Clubmans Junior                                       | Brian Jackson (BSA)                                   |                                                       |
| 32                                                          | 1950 | Mountain Course                                       | Clubmans Senior                                       | Phil Carter (Norton)                                  |                                                       |
| 32                                                          | 1950 | Mountain Course                                       | Clubmans 1000 cc                                      | Alex Phillip (Vincent)                                |                                                       |
|                                                             |      |                                                       |                                                       |                                                       |                                                       |
| 33                                                          | 1951 | Mountain Course                                       | Ultra-Lightweight                                     | Cromie McCandless (F.B Mondial)                       |                                                       |
| 33                                                          | 1951 | Mountain Course                                       | Lightweight                                           | Tommy Wood (Moto Guzzi)                               |                                                       |
| 33                                                          | 1951 | Mountain Course                                       | Junior                                                | Geoff Duke (Norton)                                   |                                                       |
| 33                                                          | 1951 | Mountain Course                                       | Senior                                                | Geoff Duke (Norton)                                   |                                                       |
| 33                                                          | 1951 | Mountain Course                                       | Clubmans Junior                                       | Brian Purslow (BSA)                                   |                                                       |
| 33                                                          | 1951 | Mountain Course                                       | Clubmans Senior                                       | Ken Arber (Triumph)                                   |                                                       |
|                                                             |      |                                                       |                                                       |                                                       |                                                       |
| 34                                                          | 1952 | Mountain Course                                       | Ultra-Lightweight                                     | Cecil Sandford (MV Agusta)                            |                                                       |
| 34                                                          | 1952 | Mountain Course                                       | Lightweight                                           | Fergus Anderson (Moto Guzzi)                          |                                                       |
| 34                                                          | 1952 | Mountain Course                                       | Junior                                                | Geoff Duke (Norton)                                   |                                                       |
| 34                                                          | 1952 | Mountain Course                                       | Senior                                                | Reg Armstrong (Norton)                                |                                                       |
| 34                                                          | 1952 | Mountain Course                                       | Clubmans Junior                                       | Eric Houseley (BSA)                                   |                                                       |
| 34                                                          | 1952 | Mountain Course                                       | Clubmans Senior                                       | Bryan Hargreaves (Triumph)                            |                                                       |
|                                                             |      |                                                       |                                                       |                                                       |                                                       |
| 35                                                          | 1953 | Mountain Course                                       | Lightweight 125                                       | Leslie Graham (MV Agusta)                             |                                                       |
| 35                                                          | 1953 | Mountain Course                                       | Lightweight 250                                       | Fergus Anderson (Moto Guzzi)                          |                                                       |
| 35                                                          | 1953 | Mountain Course                                       | Junior                                                | Ray Amm (Norton)                                      |                                                       |
| 35                                                          | 1953 | Mountain Course                                       | Senior                                                | Ray Amm (Norton)                                      |                                                       |
| 35                                                          | 1953 | Mountain Course                                       | Clubmans Junior                                       | Derek Powell (BSA)                                    |                                                       |
| 35                                                          | 1953 | Mountain Course                                       | Clubmans Senior                                       | Bob Keeler (Norton)                                   |                                                       |
| 35                                                          | 1953 | Mountain Course                                       | Clubmans 1000 cc                                      | G. P. Douglas (Vincent)                               |                                                       |
|                                                             |      |                                                       |                                                       |                                                       |                                                       |
| 36                                                          | 1954 | Clypse Course                                         | Lightweight 125                                       | Rupert Hollaus (NSU)                                  |                                                       |
| 36                                                          | 1954 | Mountain Course                                       | Lightweight 250                                       | Werner Haas (NSU)                                     |                                                       |
| 36                                                          | 1954 | Mountain Course                                       | Junior                                                | Rod Coleman (A.J.S.)                                  |                                                       |
| 36                                                          | 1954 | Mountain Course                                       | Senior                                                | Ray Amm (Norton)                                      |                                                       |
| 36                                                          | 1954 | Mountain Course                                       | Clubmans Junior                                       | Philip Palmer (BSA)                                   |                                                       |
| 36                                                          | 1954 | Mountain Course                                       | Clubmans Senior                                       | Alistair King (BSA)                                   |                                                       |
| 36                                                          | 1954 | Clypse Course                                         | Gespanne                                              | Eric Oliver / Les Nutt (Norton)                       |                                                       |
|                                                             |      |                                                       |                                                       |                                                       |                                                       |
| 37                                                          | 1955 | Clypse Course                                         | Lightweight 125                                       | Carlo Ubbiali (MV Agusta)                             |                                                       |
| 37                                                          | 1955 | Clypse Course                                         | Lightweight 250                                       | Bill Lomas (MV Agusta)                                |                                                       |
| 37                                                          | 1955 | Mountain Course                                       | Junior                                                | Bill Lomas (Moto Guzzi)                               |                                                       |
| 37                                                          | 1955 | Mountain Course                                       | Senior                                                | Geoff Duke (Gilera)                                   |                                                       |
| 37                                                          | 1955 | Clypse Course                                         | Clubmans Junior                                       | Jimmy Buchan (BSA)                                    |                                                       |
| 37                                                          | 1955 | Clypse Course                                         | Clubmans Senior                                       | Eddie Dow (BSA)                                       |                                                       |
| 37                                                          | 1955 | Clypse Course                                         | Gespanne                                              | Walter Schneider / Hans Strauß (BMW)                  |                                                       |
|                                                             |      |                                                       |                                                       |                                                       |                                                       |
| 38                                                          | 1956 | Clypse Course                                         | Lightweight 125                                       | Carlo Ubbiali (MV Agusta)                             |                                                       |
| 38                                                          | 1956 | Clypse Course                                         | Lightweight 250                                       | Carlo Ubbiali (MV Agusta)                             |                                                       |
| 38                                                          | 1956 | Mountain Course                                       | Junior                                                | Ken Kavanagh (Moto Guzzi)                             |                                                       |
| 38                                                          | 1956 | Mountain Course                                       | Senior                                                | John Surtees (MV Agusta)                              |                                                       |
| 38                                                          | 1956 | Clypse Course                                         | Clubmans Junior                                       | Bernard Codd (BSA)                                    |                                                       |
| 38                                                          | 1956 | Clypse Course                                         | Clubmans Senior                                       | Bernard Codd (BSA)                                    |                                                       |
| 38                                                          | 1956 | Clypse Course                                         | Gespanne                                              | Fritz Hillebrand / Manfred Grunwald (BMW)             |                                                       |
|                                                             |      |                                                       |                                                       |                                                       |                                                       |
| 39                                                          | 1957 | Clypse Course                                         | Lightweight 125                                       | Tarquinio Provini (F.B Mondial)                       |                                                       |
| 39                                                          | 1957 | Clypse Course                                         | Lightweight 250                                       | Cecil Sandford (F.B Mondial)                          |                                                       |
| 39                                                          | 1957 | Mountain Course                                       | Junior                                                | Bob McIntyre (Gilera)                                 |                                                       |
| 39                                                          | 1957 | Mountain Course                                       | Senior                                                | Bob McIntyre (Gilera)                                 |                                                       |
| 39                                                          | 1957 | Clypse Course                                         | Gespanne                                              | Fritz Hillebrand / Manfred Grunwald (BMW)             |                                                       |
|                                                             |      |                                                       |                                                       |                                                       |                                                       |
| 40                                                          | 1958 | Clypse Course                                         | Lightweight 125                                       | Carlo Ubbiali (MV Agusta)                             |                                                       |
| 40                                                          | 1958 | Clypse Course                                         | Lightweight 250                                       | Tarquinio Provini (MV Agusta)                         |                                                       |
| 40                                                          | 1958 | Mountain Course                                       | Junior                                                | John Surtees (MV Agusta)                              |                                                       |
| 40                                                          | 1958 | Mountain Course                                       | Senior                                                | John Surtees (MV Agusta)                              |                                                       |
| 40                                                          | 1958 | Clypse Course                                         | Gespanne                                              | Walter Schneider / Hans Strauß (BMW)                  |                                                       |
|                                                             |      |                                                       |                                                       |                                                       |                                                       |
| 41                                                          | 1959 | Clypse Course                                         | Lightweight 125                                       | Tarquinio Provini (MV Agusta)                         |                                                       |
| 41                                                          | 1959 | Clypse Course                                         | Lightweight 250                                       | Tarquinio Provini (MV Agusta)                         |                                                       |
| 41                                                          | 1959 | Mountain Course                                       | Junior                                                | John Surtees (MV Agusta)                              |                                                       |
| 41                                                          | 1959 | Mountain Course                                       | Senior                                                | John Surtees (MV Agusta)                              |                                                       |
| 41                                                          | 1959 | Clypse Course                                         | Gespanne                                              | Walter Schneider / Hans Strauß (BMW)                  |                                                       |
| 41                                                          | 1959 | Mountain Course                                       | 350-cm³-Formel 1                                      | Alistair King (A.J.S.)                                |                                                       |
| 41                                                          | 1959 | Mountain Course                                       | 500-cm³-Formel 1                                      | Bob McIntyre (Norton)                                 |                                                       |
|                                                             |      |                                                       |                                                       |                                                       |                                                       |
| 42                                                          | 1960 | Mountain Course                                       | Ultra-Lightweight                                     | Carlo Ubbiali (MV Agusta)                             |                                                       |
| 42                                                          | 1960 | Mountain Course                                       | Lightweight                                           | Gary Hocking (MV Agusta)                              |                                                       |
| 42                                                          | 1960 | Mountain Course                                       | Junior                                                | John Hartle (MV Agusta)                               |                                                       |
| 42                                                          | 1960 | Mountain Course                                       | Senior                                                | John Surtees (MV Agusta)                              |                                                       |
| 42                                                          | 1960 | Mountain Course                                       | Gespanne                                              | Helmut Fath / Alfred Wohlegemuth (BMW)                |                                                       |
|                                                             |      |                                                       |                                                       |                                                       |                                                       |
| 43                                                          | 1961 | Mountain Course                                       | Lightweight 125                                       | Mike Hailwood (Honda)                                 |                                                       |
| 43                                                          | 1961 | Mountain Course                                       | Lightweight 250                                       | Mike Hailwood (Honda)                                 |                                                       |
| 43                                                          | 1961 | Mountain Course                                       | Junior                                                | Phil Read (Norton)                                    |                                                       |
| 43                                                          | 1961 | Mountain Course                                       | Senior                                                | Mike Hailwood (Honda)                                 |                                                       |
| 43                                                          | 1961 | Mountain Course                                       | Gespanne                                              | Max Deubel / Emil Hörner (BMW)                        |                                                       |
|                                                             |      |                                                       |                                                       |                                                       |                                                       |
| 44                                                          | 1962 | Mountain Course                                       | 50 cm³                                                | Ernst Degner (Suzuki)                                 |                                                       |
| 44                                                          | 1962 | Mountain Course                                       | Lightweight 125                                       | Luigi Taveri (Honda)                                  |                                                       |
| 44                                                          | 1962 | Mountain Course                                       | Lightweight 250                                       | Derek Minter (Honda)                                  |                                                       |
| 44                                                          | 1962 | Mountain Course                                       | Junior                                                | Mike Hailwood (MV Agusta)                             |                                                       |
| 44                                                          | 1962 | Mountain Course                                       | Senior                                                | Gary Hocking (MV Agusta)                              |                                                       |
| 44                                                          | 1962 | Mountain Course                                       | Gespanne                                              | Chris Vincent / Eric Bliss (BSA)                      |                                                       |
|                                                             |      |                                                       |                                                       |                                                       |                                                       |
| 45                                                          | 1963 | Mountain Course                                       | 50 cm³                                                | Mitsuo Itō (Suzuki)                                   |                                                       |
| 45                                                          | 1963 | Mountain Course                                       | Lightweight 125                                       | Hugh Anderson (Suzuki)                                |                                                       |
| 45                                                          | 1963 | Mountain Course                                       | Lightweight 250                                       | Jim Redman (Honda)                                    |                                                       |
| 45                                                          | 1963 | Mountain Course                                       | Junior                                                | Jim Redman (Honda)                                    |                                                       |
| 45                                                          | 1963 | Mountain Course                                       | Senior                                                | Mike Hailwood (MV Agusta)                             |                                                       |
| 45                                                          | 1963 | Mountain Course                                       | Gespanne                                              | Florian Camathias / Alfred Herzig (BMW)               |                                                       |
|                                                             |      |                                                       |                                                       |                                                       |                                                       |
| 46                                                          | 1964 | Mountain Course                                       | 50 cm³                                                | Hugh Anderson (Suzuki)                                |                                                       |
| 46                                                          | 1964 | Mountain Course                                       | Lightweight 125                                       | Luigi Taveri (Honda)                                  |                                                       |
| 46                                                          | 1964 | Mountain Course                                       | Lightweight 250                                       | Jim Redman (Honda)                                    |                                                       |
| 46                                                          | 1964 | Mountain Course                                       | Junior                                                | Jim Redman (Honda)                                    |                                                       |
| 46                                                          | 1964 | Mountain Course                                       | Senior                                                | Mike Hailwood (MV Agusta)                             |                                                       |
| 46                                                          | 1964 | Mountain Course                                       | Gespanne                                              | Max Deubel / Emil Hörner (BMW)                        |                                                       |
|                                                             |      |                                                       |                                                       |                                                       |                                                       |
| 47                                                          | 1965 | Mountain Course                                       | 50 cm³                                                | Luigi Taveri (Honda)                                  |                                                       |
| 47                                                          | 1965 | Mountain Course                                       | Lightweight 125                                       | Phil Read (Yamaha)                                    |                                                       |
| 47                                                          | 1965 | Mountain Course                                       | Lightweight 250                                       | Jim Redman (Honda)                                    |                                                       |
| 47                                                          | 1965 | Mountain Course                                       | Junior                                                | Jim Redman (Honda)                                    |                                                       |
| 47                                                          | 1965 | Mountain Course                                       | Senior                                                | Mike Hailwood (MV Agusta)                             |                                                       |
| 47                                                          | 1965 | Mountain Course                                       | Gespanne                                              | Max Deubel / Emil Hörner (BMW)                        |                                                       |
|                                                             |      |                                                       |                                                       |                                                       |                                                       |
| 48                                                          | 1966 | Mountain Course                                       | 50 cm³                                                | Ralph Bryans (Honda)                                  |                                                       |
| 48                                                          | 1966 | Mountain Course                                       | Lightweight 125                                       | Bill Ivy (Yamaha)                                     |                                                       |
| 48                                                          | 1966 | Mountain Course                                       | Lightweight 250                                       | Mike Hailwood (Honda)                                 |                                                       |
| 48                                                          | 1966 | Mountain Course                                       | Junior                                                | Giacomo Agostini (MV Agusta)                          |                                                       |
| 48                                                          | 1966 | Mountain Course                                       | Senior                                                | Mike Hailwood (Honda)                                 |                                                       |
| 48                                                          | 1966 | Mountain Course                                       | Gespanne                                              | Fritz Scheidegger / John Robinson (BMW)               |                                                       |
|                                                             |      |                                                       |                                                       |                                                       |                                                       |
| 49                                                          | 1967 | Mountain Course                                       | 50 cm³                                                | Stuart Graham (Suzuki)                                |                                                       |
| 49                                                          | 1967 | Mountain Course                                       | Lightweight 125                                       | Phil Read (Yamaha)                                    |                                                       |
| 49                                                          | 1967 | Mountain Course                                       | Lightweight 250                                       | Mike Hailwood (Honda)                                 |                                                       |
| 49                                                          | 1967 | Mountain Course                                       | Junior                                                | Mike Hailwood (Honda)                                 |                                                       |
| 49                                                          | 1967 | Mountain Course                                       | Senior                                                | Mike Hailwood (Honda)                                 |                                                       |
| 49                                                          | 1967 | Mountain Course                                       | Gespanne                                              | Siegfried Schauzu / Horst Schneider (BMW)             |                                                       |
| 49                                                          | 1967 | Mountain Course                                       | Production 250                                        | Bill Smith (Bultaco)                                  |                                                       |
| 49                                                          | 1967 | Mountain Course                                       | Production 500                                        | Neil Kelly (Velocette)                                |                                                       |
| 49                                                          | 1967 | Mountain Course                                       | Production 750                                        | John Hartle (Triumph)                                 |                                                       |
|                                                             |      |                                                       |                                                       |                                                       |                                                       |
| 50                                                          | 1968 | Mountain Course                                       | 50 cm³                                                | Barry Smith (Derbi)                                   |                                                       |
| 50                                                          | 1968 | Mountain Course                                       | Lightweight 125                                       | Phil Read (Yamaha)                                    |                                                       |
| 50                                                          | 1968 | Mountain Course                                       | Lightweight 250                                       | Bill Ivy (Yamaha)                                     |                                                       |
| 50                                                          | 1968 | Mountain Course                                       | Junior                                                | Giacomo Agostini (MV Agusta)                          |                                                       |
| 50                                                          | 1968 | Mountain Course                                       | Senior                                                | Giacomo Agostini (MV Agusta)                          |                                                       |
| 50                                                          | 1968 | Mountain Course                                       | Gespanne (500 cm³)                                    | Siegfried Schauzu / Horst Schneider (BMW)             |                                                       |
| 50                                                          | 1968 | Mountain Course                                       | Gespanne (750 cm³)                                    | Terry Vinicombe / John Flaxman (BSA)                  |                                                       |
| 50                                                          | 1968 | Mountain Course                                       | Production 250                                        | Trevor Burgess (OSSA)                                 |                                                       |
| 50                                                          | 1968 | Mountain Course                                       | Production 500                                        | Ray Knight (Triumph)                                  |                                                       |
| 50                                                          | 1968 | Mountain Course                                       | Production 750                                        | Ray Pickrell (Norton)                                 |                                                       |
|                                                             |      |                                                       |                                                       |                                                       |                                                       |
| 51                                                          | 1969 | Mountain Course                                       | Lightweight 125                                       | Dave Simmonds (Kawasaki)                              |                                                       |
| 51                                                          | 1969 | Mountain Course                                       | Lightweight 250                                       | Kel Carruthers (Benelli)                              |                                                       |
| 51                                                          | 1969 | Mountain Course                                       | Junior                                                | Giacomo Agostini (MV Agusta)                          |                                                       |
| 51                                                          | 1969 | Mountain Course                                       | Senior                                                | Giacomo Agostini (MV Agusta)                          |                                                       |
| 51                                                          | 1969 | Mountain Course                                       | Gespanne (500 cm³)                                    | Klaus Enders / Ralf Engelhardt (BMW)                  |                                                       |
| 51                                                          | 1969 | Mountain Course                                       | Gespanne (750 cm³)                                    | Siegfried Schauzu / Horst Schneider (BMW)             |                                                       |
| 51                                                          | 1969 | Mountain Course                                       | Production 250                                        | Alastair Michael Rogers (Ducati)                      |                                                       |
| 51                                                          | 1969 | Mountain Course                                       | Production 500                                        | Graham Penny (Honda)                                  |                                                       |
| 51                                                          | 1969 | Mountain Course                                       | Production 750                                        | Malcolm Uphill (Triumph)                              |                                                       |
|                                                             |      |                                                       |                                                       |                                                       |                                                       |
| 52                                                          | 1970 | Mountain Course                                       | Lightweight 125                                       | Dieter Braun (Suzuki)                                 |                                                       |
| 52                                                          | 1970 | Mountain Course                                       | Lightweight 250                                       | Kel Carruthers (Yamaha)                               |                                                       |
| 52                                                          | 1970 | Mountain Course                                       | Junior                                                | Giacomo Agostini (MV Agusta)                          |                                                       |
| 52                                                          | 1970 | Mountain Course                                       | Senior                                                | Giacomo Agostini (MV Agusta)                          |                                                       |
| 52                                                          | 1970 | Mountain Course                                       | Gespanne (500 cm³)                                    | Klaus Enders / Wolfgang Kalauch (BMW)                 |                                                       |
| 52                                                          | 1970 | Mountain Course                                       | Gespanne (750 cm³)                                    | Siegfried Schauzu / Horst Schneider (BMW)             |                                                       |
| 52                                                          | 1970 | Mountain Course                                       | Production 250                                        | Chas Mortimer (Ducati)                                |                                                       |
| 52                                                          | 1970 | Mountain Course                                       | Production 500                                        | Frank Whiteway (Suzuki)                               |                                                       |
| 52                                                          | 1970 | Mountain Course                                       | Production 750                                        | Malcolm Uphill (Triumph)                              |                                                       |
|                                                             |      |                                                       |                                                       |                                                       |                                                       |
| 53                                                          | 1971 | Mountain Course                                       | Lightweight 125                                       | Chas Mortimer (Yamaha)                                |                                                       |
| 53                                                          | 1971 | Mountain Course                                       | Lightweight 250                                       | Phil Read (Yamaha)                                    |                                                       |
| 53                                                          | 1971 | Mountain Course                                       | Junior                                                | Tony Jefferies (Yamsel)                               |                                                       |
| 53                                                          | 1971 | Mountain Course                                       | Senior                                                | Giacomo Agostini (MV Agusta)                          |                                                       |
| 53                                                          | 1971 | Mountain Course                                       | Gespanne (500 cm³)                                    | Siegfried Schauzu / Wolfgang Kalauch (BMW)            |                                                       |
| 53                                                          | 1971 | Mountain Course                                       | Gespanne (750 cm³)                                    | Georg Auerbacher / Hermann Hahn (BMW)                 |                                                       |
| 53                                                          | 1971 | Mountain Course                                       | Production 250                                        | Bill Smith (Honda)                                    |                                                       |
| 53                                                          | 1971 | Mountain Course                                       | Production 500                                        | John Williams (Honda)                                 |                                                       |
| 53                                                          | 1971 | Mountain Course                                       | Production 750                                        | Ray Pickrell (Triumph)                                |                                                       |
| 53                                                          | 1971 | Mountain Course                                       | Formel 750                                            | Tony Jefferies (Triumph)                              |                                                       |
|                                                             |      |                                                       |                                                       |                                                       |                                                       |
| 54                                                          | 1972 | Mountain Course                                       | Lightweight 125                                       | Chas Mortimer (Yamaha)                                |                                                       |
| 54                                                          | 1972 | Mountain Course                                       | Lightweight 250                                       | Phil Read (Yamaha)                                    |                                                       |
| 54                                                          | 1972 | Mountain Course                                       | Junior                                                | Giacomo Agostini (MV Agusta)                          |                                                       |
| 54                                                          | 1972 | Mountain Course                                       | Senior                                                | Giacomo Agostini (MV Agusta)                          |                                                       |
| 54                                                          | 1972 | Mountain Course                                       | Gespanne (500 cm³)                                    | Siegfried Schauzu / Wolfgang Kalauch (BMW)            |                                                       |
| 54                                                          | 1972 | Mountain Course                                       | Gespanne (750 cm³)                                    | Siegfried Schauzu / Wolfgang Kalauch (BMW)            |                                                       |
| 54                                                          | 1972 | Mountain Course                                       | Production 250                                        | John Williams (Honda)                                 |                                                       |
| 54                                                          | 1972 | Mountain Course                                       | Production 500                                        | Stan Woods (Suzuki)                                   |                                                       |
| 54                                                          | 1972 | Mountain Course                                       | Production 750                                        | Ray Pickrell (Triumph)                                |                                                       |
| 54                                                          | 1972 | Mountain Course                                       | Formel 750                                            | Ray Pickrell (Triumph)                                |                                                       |
|                                                             |      |                                                       |                                                       |                                                       |                                                       |
| 55                                                          | 1973 | Mountain Course                                       | Lightweight 125                                       | Tommy Robb (Yamaha)                                   |                                                       |
| 55                                                          | 1973 | Mountain Course                                       | Lightweight 250                                       | Charlie Williams (Yamaha)                             |                                                       |
| 55                                                          | 1973 | Mountain Course                                       | Junior                                                | Tony Rutter (Yamaha)                                  |                                                       |
| 55                                                          | 1973 | Mountain Course                                       | Senior                                                | Jack Findlay (Suzuki)                                 |                                                       |
| 55                                                          | 1973 | Mountain Course                                       | Gespanne (500 cm³)                                    | Klaus Enders / Ralf Engelhardt (BMW)                  |                                                       |
| 55                                                          | 1973 | Mountain Course                                       | Gespanne (750 cm³)                                    | Klaus Enders / Ralf Engelhardt (BMW)                  |                                                       |
| 55                                                          | 1973 | Mountain Course                                       | Production 250                                        | Charlie Williams (Yamaha)                             |                                                       |
| 55                                                          | 1973 | Mountain Course                                       | Production 500                                        | Bill Smith (Honda)                                    |                                                       |
| 55                                                          | 1973 | Mountain Course                                       | Production 750                                        | Tony Jefferies (Triumph)                              |                                                       |
| 55                                                          | 1973 | Mountain Course                                       | Formel 750                                            | Peter Williams (Norton)                               |                                                       |
|                                                             |      |                                                       |                                                       |                                                       |                                                       |
| 56                                                          | 1974 | Mountain Course                                       | Lightweight 125                                       | Clive Horton (Yamaha)                                 |                                                       |
| 56                                                          | 1974 | Mountain Course                                       | Lightweight 250                                       | Charlie Williams (Yamaha)                             |                                                       |
| 56                                                          | 1974 | Mountain Course                                       | Junior                                                | Tony Rutter (Yamaha)                                  |                                                       |
| 56                                                          | 1974 | Mountain Course                                       | Senior                                                | Phil Carpenter (Yamaha)                               |                                                       |
| 56                                                          | 1974 | Mountain Course                                       | Gespanne (500 cm³)                                    | Heinz Luthringshauser / Hermann Hahn (BMW)            |                                                       |
| 56                                                          | 1974 | Mountain Course                                       | Gespanne (750 cm³)                                    | Siegfried Schauzu / Wolfgang Kalauch (BMW)            |                                                       |
| 56                                                          | 1974 | Mountain Course                                       | Production 250                                        | Martin Sharpe (Yamaha)                                |                                                       |
| 56                                                          | 1974 | Mountain Course                                       | Production 500                                        | Keith Martin (Kawasaki)                               |                                                       |
| 56                                                          | 1974 | Mountain Course                                       | Production 1000                                       | Mick Grant (Triumph)                                  |                                                       |
| 56                                                          | 1974 | Mountain Course                                       | Formel 750 Classic                                    | Chas Mortimer (Yamaha)                                |                                                       |
|                                                             |      |                                                       |                                                       |                                                       |                                                       |
| 57                                                          | 1975 | Mountain Course                                       | Lightweight 250                                       | Chas Mortimer (Yamaha)                                |                                                       |
| 57                                                          | 1975 | Mountain Course                                       | Junior                                                | Charlie Williams (Yamaha)                             |                                                       |
| 57                                                          | 1975 | Mountain Course                                       | Senior                                                | Mick Grant (Kawasaki)                                 |                                                       |
| 57                                                          | 1975 | Mountain Course                                       | Gespanne (500 cm³)                                    | Rolf Steinhausen / Josef Huber (BMW)                  |                                                       |
| 57                                                          | 1975 | Mountain Course                                       | Gespanne (1000 cm³)                                   | Siegfried Schauzu / Wolfgang Kalauch (BMW)            |                                                       |
| 57                                                          | 1975 | Mountain Course                                       | Production                                            | Dave Croxford / Alex George (Yamaha)                  |                                                       |
| 57                                                          | 1975 | Mountain Course                                       | Classic                                               | John Williams (Yamaha)                                |                                                       |
|                                                             |      |                                                       |                                                       |                                                       |                                                       |
| 58                                                          | 1976 | Mountain Course                                       | Lightweight 250                                       | Tom Herron (Yamaha)                                   |                                                       |
| 58                                                          | 1976 | Mountain Course                                       | Junior                                                | Chas Mortimer (Yamaha)                                |                                                       |
| 58                                                          | 1976 | Mountain Course                                       | Senior                                                | Tom Herron (Yamaha)                                   |                                                       |
| 58                                                          | 1976 | Mountain Course                                       | Gespanne (500 cm³)                                    | Rolf Steinhausen / Josef Huber (König)                |                                                       |
| 58                                                          | 1976 | Mountain Course                                       | Gespanne (750 cm³)                                    | Malcolm Hobson / Mick Burns (Yamaha)                  |                                                       |
| 58                                                          | 1976 | Mountain Course                                       | Production                                            | Bill Simpson / Chas Mortimer (Yamaha)                 |                                                       |
| 58                                                          | 1976 | Mountain Course                                       | Classic                                               | John Williams (Suzuki)                                |                                                       |
|                                                             |      |                                                       |                                                       |                                                       |                                                       |
| 59                                                          | 1977 | Mountain Course                                       | Junior 250                                            | Charlie Williams (Yamaha)                             |                                                       |
| 59                                                          | 1977 | Mountain Course                                       | Senior                                                | Phil Read (Honda)                                     |                                                       |
| 59                                                          | 1977 | Mountain Course                                       | Formel I                                              | Phil Read (Suzuki)                                    |                                                       |
| 59                                                          | 1977 | Mountain Course                                       | Formel II                                             | Alan Jackson sr. (Honda)                              |                                                       |
| 59                                                          | 1977 | Mountain Course                                       | Formel III                                            | John Kidson (Honda)                                   |                                                       |
| 59                                                          | 1977 | Mountain Course                                       | Classic                                               | Mick Grant (Kawasaki)                                 |                                                       |
| 59                                                          | 1977 | Mountain Course                                       | Jubilee                                               | Joey Dunlop (Yamaha)                                  |                                                       |
| 59                                                          | 1977 | Mountain Course                                       | Gespanne Rennen A                                     | George O’Dell / Kenny Arthur (Yamaha)                 |                                                       |
| 59                                                          | 1977 | Mountain Course                                       | Gespanne Rennen B                                     | Malcolm Hobson / Stu Collins (Yamaha)                 |                                                       |
|                                                             |      |                                                       |                                                       |                                                       |                                                       |
| 60                                                          | 1978 | Mountain Course                                       | Junior                                                | Charlie Williams (Yamaha)                             |                                                       |
| 60                                                          | 1978 | Mountain Course                                       | Senior                                                | Tom Herron (Suzuki)                                   |                                                       |
| 60                                                          | 1978 | Mountain Course                                       | Formel I                                              | Mike Hailwood (Ducati)                                |                                                       |
| 60                                                          | 1978 | Mountain Course                                       | Formel II                                             | Alan Jackson sr. (Honda)                              |                                                       |
| 60                                                          | 1978 | Mountain Course                                       | Formel III                                            | Bill Smith (Honda)                                    |                                                       |
| 60                                                          | 1978 | Mountain Course                                       | Classic                                               | Mick Grant (Kawasaki)                                 |                                                       |
| 60                                                          | 1978 | Mountain Course                                       | Gespanne Rennen A                                     | Dick Greasley / Gordon Russell (Yamaha)               |                                                       |
| 60                                                          | 1978 | Mountain Course                                       | Gespanne Rennen B                                     | Rolf Steinhausen / Wolfgang Kalauch (Yamaha)          |                                                       |
|                                                             |      |                                                       |                                                       |                                                       |                                                       |
| 61                                                          | 1979 | Mountain Course                                       | Junior                                                | Charlie Williams (Yamaha)                             |                                                       |
| 61                                                          | 1979 | Mountain Course                                       | Senior                                                | Mike Hailwood (Suzuki)                                |                                                       |
| 61                                                          | 1979 | Mountain Course                                       | Formel I                                              | Alex George (Honda)                                   |                                                       |
| 61                                                          | 1979 | Mountain Course                                       | Formel II                                             | Alan Jackson sr. (Honda)                              |                                                       |
| 61                                                          | 1979 | Mountain Course                                       | Formel III                                            | Barry Smith (Yamaha)                                  |                                                       |
| 61                                                          | 1979 | Mountain Course                                       | Classic                                               | Alex George (Honda)                                   |                                                       |
| 61                                                          | 1979 | Mountain Course                                       | Gespanne Rennen A                                     | Trevor Ireson / Clive Pollington (Yamaha)             |                                                       |
| 61                                                          | 1979 | Mountain Course                                       | Gespanne Rennen B                                     | Trevor Ireson / Clive Pollington (Yamaha)             |                                                       |
|                                                             |      |                                                       |                                                       |                                                       |                                                       |
| 62                                                          | 1980 | Mountain Course                                       | Junior                                                | Charlie Williams (Yamaha)                             |                                                       |
| 62                                                          | 1980 | Mountain Course                                       | Senior                                                | Graeme Crosby (Suzuki)                                |                                                       |
| 62                                                          | 1980 | Mountain Course                                       | Formel I                                              | Mick Gran (Honda)                                     |                                                       |
| 62                                                          | 1980 | Mountain Course                                       | Formel II                                             | Charlie Williams (Yamaha)                             |                                                       |
| 62                                                          | 1980 | Mountain Course                                       | Formel III                                            | Barry Smith (Yamaha)                                  |                                                       |
| 62                                                          | 1980 | Mountain Course                                       | Classic                                               | Joey Dunlop (Yamaha)                                  |                                                       |
| 62                                                          | 1980 | Mountain Course                                       | Gespanne Rennen A                                     | Trevor Ireson / Clive Pollington (Yamaha)             |                                                       |
| 62                                                          | 1980 | Mountain Course                                       | Gespanne Rennen B                                     | Jock Taylor / Benga Johansson (Yamaha)                |                                                       |
|                                                             |      |                                                       |                                                       |                                                       |                                                       |
| 63                                                          | 1981 | Mountain Course                                       | Junior                                                | Steve Tonkin (Armstrong)                              |                                                       |
| 63                                                          | 1981 | Mountain Course                                       | Senior                                                | Mick Grant (Suzuki)                                   |                                                       |
| 63                                                          | 1981 | Mountain Course                                       | Formel I                                              | Graeme Crosby (Suzuki)                                |                                                       |
| 63                                                          | 1981 | Mountain Course                                       | Formel II                                             | Tony Rutter (Ducati)                                  |                                                       |
| 63                                                          | 1981 | Mountain Course                                       | Formel III                                            | Barry Smith (Yamaha)                                  |                                                       |
| 63                                                          | 1981 | Mountain Course                                       | Classic                                               | Graeme Crosby (Suzuki)                                |                                                       |
| 63                                                          | 1981 | Mountain Course                                       | Gespanne Rennen A                                     | Jock Taylor / Benga Johansson (Yamaha)                |                                                       |
| 63                                                          | 1981 | Mountain Course                                       | Gespanne Rennen B                                     | Jock Taylor / Benga Johansson (Yamaha)                |                                                       |
|                                                             |      |                                                       |                                                       |                                                       |                                                       |
| 64                                                          | 1982 | Mountain Course                                       | Junior                                                | Con Law (Waddon)                                      |                                                       |
| 64                                                          | 1982 | Mountain Course                                       | Senior 350                                            | Tony Rutter (Yamaha)                                  |                                                       |
| 64                                                          | 1982 | Mountain Course                                       | Senior 500                                            | Norman Brown (Suzuki)                                 |                                                       |
| 64                                                          | 1982 | Mountain Course                                       | Formel I                                              | Ron Haslam (Honda)                                    |                                                       |
| 64                                                          | 1982 | Mountain Course                                       | Formel II                                             | Tony Rutter (Ducati)                                  |                                                       |
| 64                                                          | 1982 | Mountain Course                                       | Formel III                                            | Gary Padgett (Yamaha)                                 |                                                       |
| 64                                                          | 1982 | Mountain Course                                       | Classic                                               | Dennis Ireland (Suzuki)                               |                                                       |
| 64                                                          | 1982 | Mountain Course                                       | Gespanne Rennen A                                     | Trevor Ireson / Don Williams (Yamaha)                 |                                                       |
| 64                                                          | 1982 | Mountain Course                                       | Gespanne Rennen B                                     | Jock Taylor / Benga Johansson (Yamaha)                |                                                       |
|                                                             |      |                                                       |                                                       |                                                       |                                                       |
| 65                                                          | 1983 | Mountain Course                                       | Junior                                                | Con Law (EMC)                                         |                                                       |
| 65                                                          | 1983 | Mountain Course                                       | Junior 350                                            | Phil Mellor (Yamaha)                                  |                                                       |
| 65                                                          | 1983 | Mountain Course                                       | Formel I                                              | Joey Dunlop (Honda)                                   |                                                       |
| 65                                                          | 1983 | Mountain Course                                       | Formel II                                             | Tony Rutter (Ducati)                                  |                                                       |
| 65                                                          | 1983 | Mountain Course                                       | Senior Classic                                        | Rob McElnea (Suzuki)                                  |                                                       |
| 65                                                          | 1983 | Mountain Course                                       | Gespanne Rennen A                                     | Dick Greasley / Stewart Atkinson (Yamaha)             |                                                       |
| 65                                                          | 1983 | Mountain Course                                       | Gespanne Rennen B                                     | Mick Boddice / Chas Birks (Yamaha)                    |                                                       |
|                                                             |      |                                                       |                                                       |                                                       |                                                       |
| 66                                                          | 1984 | Mountain Course                                       | Junior                                                | Graeme McGregor (EMC)                                 |                                                       |
| 66                                                          | 1984 | Mountain Course                                       | Senior                                                | Rob McElnea (Suzuki)                                  |                                                       |
| 66                                                          | 1984 | Mountain Course                                       | Formel I                                              | Joey Dunlop (Honda)                                   |                                                       |
| 66                                                          | 1984 | Mountain Course                                       | Formel II                                             | Graeme McGregor (Yamaha)                              |                                                       |
| 66                                                          | 1984 | Mountain Course                                       | Classic                                               | Rob McElnea (Suzuki)                                  |                                                       |
| 66                                                          | 1984 | Mountain Course                                       | Gespanne Rennen A                                     | Mick Boddice / Chas Birks (Yamaha)                    |                                                       |
| 66                                                          | 1984 | Mountain Course                                       | Gespanne Rennen B                                     | Steve Abbott / Shaun Smith (Yamaha)                   |                                                       |
| 66                                                          | 1984 | Mountain Course                                       | Production A                                          | Phil Mellor (Yamaha)                                  |                                                       |
| 66                                                          | 1984 | Mountain Course                                       | Production B                                          | Trevor Nation (Honda)                                 |                                                       |
| 66                                                          | 1984 | Mountain Course                                       | Production C                                          | Geoff Johnson (Kawasaki)                              |                                                       |
|                                                             |      |                                                       |                                                       |                                                       |                                                       |
| 67                                                          | 1985 | Mountain Course                                       | Junior                                                | Steven Cull (Honda)                                   |                                                       |
| 67                                                          | 1985 | Mountain Course                                       | Senior                                                | Roger Burnett (Honda)                                 |                                                       |
| 67                                                          | 1985 | Mountain Course                                       | Formel I                                              | Joey Dunlop (Honda)                                   |                                                       |
| 67                                                          | 1985 | Mountain Course                                       | Formel II                                             | Tony Rutter (Ducati)                                  |                                                       |
| 67                                                          | 1985 | Mountain Course                                       | Gespanne Rennen A                                     | Dave Hallam / John Gibbard (Yamaha)                   |                                                       |
| 67                                                          | 1985 | Mountain Course                                       | Gespanne Rennen B                                     | Mick Boddice / Chas Birks (Yamaha)                    |                                                       |
| 67                                                          | 1985 | Mountain Course                                       | Production A                                          | Mat Oxley (Yamaha)                                    |                                                       |
| 67                                                          | 1985 | Mountain Course                                       | Production B                                          | Mick Grant (Suzuki)                                   |                                                       |
| 67                                                          | 1985 | Mountain Course                                       | Production C                                          | Geoff Johnson (Honda)                                 |                                                       |
|                                                             |      |                                                       |                                                       |                                                       |                                                       |
| 68                                                          | 1986 | Mountain Course                                       | Junior                                                | Steven Cull (Honda)                                   |                                                       |
| 68                                                          | 1986 | Mountain Course                                       | Senior                                                | Roger Burnett (Honda)                                 |                                                       |
| 68                                                          | 1986 | Mountain Course                                       | Formel I                                              | Joey Dunlop (Honda)                                   |                                                       |
| 68                                                          | 1986 | Mountain Course                                       | Formel II                                             | Brian Reid (Yamaha)                                   |                                                       |
| 68                                                          | 1986 | Mountain Course                                       | Gespanne Rennen A                                     | Lowy Burton / Pat Cushnahan (Yamaha)                  |                                                       |
| 68                                                          | 1986 | Mountain Course                                       | Gespanne Rennen B                                     | Nigel Rollason / Don Williams (Phoenix)               |                                                       |
| 68                                                          | 1986 | Mountain Course                                       | Production A                                          | Trevor Nation (Suzuki)                                |                                                       |
| 68                                                          | 1986 | Mountain Course                                       | Production B                                          | Phil Mellor (Suzuki)                                  |                                                       |
| 68                                                          | 1986 | Mountain Course                                       | Production C                                          | Gary Padgett (Suzuki)                                 |                                                       |
| 68                                                          | 1986 | Mountain Course                                       | Production D                                          | Barry Woodland (Suzuki)                               |                                                       |
|                                                             |      |                                                       |                                                       |                                                       |                                                       |
| 69                                                          | 1987 | Mountain Course                                       | Junior                                                | Eddie Laycock (EMC)                                   |                                                       |
| 69                                                          | 1987 | Mountain Course                                       | Senior                                                | Joey Dunlop (Honda)                                   |                                                       |
| 69                                                          | 1987 | Mountain Course                                       | Formel I                                              | Joey Dunlop (Honda)                                   |                                                       |
| 69                                                          | 1987 | Mountain Course                                       | Formel II                                             | Steve Hislop (Yamaha)                                 |                                                       |
| 69                                                          | 1987 | Mountain Course                                       | Gespanne Rennen A                                     | Mick Boddice / Don Williams (Yamaha)                  |                                                       |
| 69                                                          | 1987 | Mountain Course                                       | Gespanne Rennen B                                     | Lowy Burton / Pat Cushnahan (Phoenix)                 |                                                       |
| 69                                                          | 1987 | Mountain Course                                       | Production B                                          | Geoff Johnson (Yamaha)                                |                                                       |
| 69                                                          | 1987 | Mountain Course                                       | Production D                                          | Barry Woodland (Yamaha)                               |                                                       |
|                                                             |      |                                                       |                                                       |                                                       |                                                       |
| 70                                                          | 1988 | Mountain Course                                       | Junior                                                | Joey Dunlop (Honda)                                   |                                                       |
| 70                                                          | 1988 | Mountain Course                                       | Senior                                                | Joey Dunlop (Honda)                                   |                                                       |
| 70                                                          | 1988 | Mountain Course                                       | Formel I                                              | Joey Dunlop (Honda)                                   |                                                       |
| 70                                                          | 1988 | Mountain Course                                       | Gespanne Rennen A                                     | Mick Boddice / Chas Birks (Yamaha)                    |                                                       |
| 70                                                          | 1988 | Mountain Course                                       | Gespanne Rennen B                                     | Mick Boddice / Chas Birks (Yamaha)                    |                                                       |
| 70                                                          | 1988 | Mountain Course                                       | Production A                                          | Dave Leach (Yamaha)                                   |                                                       |
| 70                                                          | 1988 | Mountain Course                                       | Production B                                          | Steve Hislop (Honda)                                  |                                                       |
| 70                                                          | 1988 | Mountain Course                                       | Production C                                          | Brian Morrison (Honda)                                |                                                       |
| 70                                                          | 1988 | Mountain Course                                       | Production D                                          | Barry Woodland (Yamaha)                               |                                                       |
|                                                             |      |                                                       |                                                       |                                                       |                                                       |
| 71                                                          | 1989 | Mountain Course                                       | Ultra-Lightweight                                     | Joey Dunlop (Honda)                                   |                                                       |
| 71                                                          | 1989 | Mountain Course                                       | Junior                                                | Johnny Rea (Yamaha)                                   |                                                       |
| 71                                                          | 1989 | Mountain Course                                       | Senior                                                | Steve Hislop (Honda)                                  |                                                       |
| 71                                                          | 1989 | Mountain Course                                       | Formel I                                              | Joey Dunlop (Honda)                                   |                                                       |
| 71                                                          | 1989 | Mountain Course                                       | Gespanne Rennen A                                     | Dave Molyneux / Colin Hardman (Yamaha)                |                                                       |
| 71                                                          | 1989 | Mountain Course                                       | Gespanne Rennen B                                     | Mick Boddice / Chas Birks (Yamaha)                    |                                                       |
| 71                                                          | 1989 | Mountain Course                                       | Supersport 400                                        | Eddie Laycock (Suzuki)                                |                                                       |
| 71                                                          | 1989 | Mountain Course                                       | Supersport 600                                        | Steve Hislop (Honda)                                  |                                                       |
| 71                                                          | 1989 | Mountain Course                                       | Production 750                                        | Carl Fogarty (Honda)                                  |                                                       |
| 71                                                          | 1989 | Mountain Course                                       | Production 1300                                       | Dave Leach (Yamaha)                                   |                                                       |
|                                                             |      |                                                       |                                                       |                                                       |                                                       |
| 72                                                          | 1990 | Mountain Course                                       | Ultra-Lightweight                                     | Robert Dunlop (Honda)                                 |                                                       |
| 72                                                          | 1990 | Mountain Course                                       | Junior                                                | Ian Lougher (Yamaha)                                  |                                                       |
| 72                                                          | 1990 | Mountain Course                                       | Senior                                                | Carl Fogarty (Honda)                                  |                                                       |
| 72                                                          | 1990 | Mountain Course                                       | Formel I                                              | Carl Fogarty (Honda)                                  |                                                       |
| 72                                                          | 1990 | Mountain Course                                       | Gespanne Rennen A                                     | Dave Saville / Nick Roche (Yamaha)                    |                                                       |
| 72                                                          | 1990 | Mountain Course                                       | Gespanne Rennen B                                     | Dave Saville / Nick Roche (Yamaha)                    |                                                       |
| 72                                                          | 1990 | Mountain Course                                       | Supersport 400                                        | Dave Leach (Yamaha)                                   |                                                       |
| 72                                                          | 1990 | Mountain Course                                       | Supersport 600                                        | Brian Reid (Yamaha)                                   |                                                       |
|                                                             |      |                                                       |                                                       |                                                       |                                                       |
| 73                                                          | 1991 | Mountain Course                                       | Junior                                                | Robert Dunlop (Yamaha)                                |                                                       |
| 73                                                          | 1991 | Mountain Course                                       | Senior                                                | Steve Hislop (Honda)                                  |                                                       |
| 73                                                          | 1991 | Mountain Course                                       | Formel I                                              | Steve Hislop (Honda)                                  |                                                       |
| 73                                                          | 1991 | Mountain Course                                       | Gespanne Rennen A                                     | Mick Boddice / Dave Wells (Honda)                     |                                                       |
| 73                                                          | 1991 | Mountain Course                                       | Gespanne Rennen B                                     | Mick Boddice / Dave Wells (Honda)                     |                                                       |
| 73                                                          | 1991 | Mountain Course                                       | Supersport 400                                        | Dave Leach (Yamaha)                                   |                                                       |
| 73                                                          | 1991 | Mountain Course                                       | Supersport 600                                        | Steve Hislop (Honda)                                  |                                                       |
|                                                             |      |                                                       |                                                       |                                                       |                                                       |
| 74                                                          | 1992 | Mountain Course                                       | Ultra-Lightweight                                     | Joey Dunlop (Honda)                                   |                                                       |
| 74                                                          | 1992 | Mountain Course                                       | Junior                                                | Brian Reid (Yamaha)                                   |                                                       |
| 74                                                          | 1992 | Mountain Course                                       | Senior                                                | Steve Hislop (Norton)                                 |                                                       |
| 74                                                          | 1992 | Mountain Course                                       | Formel I                                              | Phillip McCallen (Honda)                              |                                                       |
| 74                                                          | 1992 | Mountain Course                                       | Gespanne Rennen A                                     | Geoff Bell / Keith Cornbill (Yamaha)                  |                                                       |
| 74                                                          | 1992 | Mountain Course                                       | Gespanne Rennen B                                     | Geoff Bell / Keith Cornbill (Yamaha)                  |                                                       |
| 74                                                          | 1992 | Mountain Course                                       | Supersport 400                                        | Brian Reid (Yamaha)                                   |                                                       |
| 74                                                          | 1992 | Mountain Course                                       | Supersport 600                                        | Phillip McCallen (Honda)                              |                                                       |
|                                                             |      |                                                       |                                                       |                                                       |                                                       |
| 75                                                          | 1993 | Mountain Course                                       | Ultra-Lightweight                                     | Joey Dunlop (Honda)                                   |                                                       |
| 75                                                          | 1993 | Mountain Course                                       | Junior                                                | Brian Reid (Yamaha)                                   |                                                       |
| 75                                                          | 1993 | Mountain Course                                       | Senior                                                | Phillip McCallen (Norton)                             |                                                       |
| 75                                                          | 1993 | Mountain Course                                       | Formel I                                              | Nick Jefferies (Honda)                                |                                                       |
| 75                                                          | 1993 | Mountain Course                                       | Gespanne Rennen A                                     | Dave Molyneux / Karl Ellison (Yamaha)                 |                                                       |
| 75                                                          | 1993 | Mountain Course                                       | Gespanne Rennen B                                     | Dave Molyneux / Karl Ellison (Yamaha)                 |                                                       |
| 75                                                          | 1993 | Mountain Course                                       | Supersport 400                                        | Jim Moodie (Yamaha)                                   |                                                       |
| 75                                                          | 1993 | Mountain Course                                       | Supersport 600                                        | Jim Moodie (Honda)                                    |                                                       |
|                                                             |      |                                                       |                                                       |                                                       |                                                       |
| 76                                                          | 1994 | Mountain Course                                       | Ultra-Lightweight                                     | Joey Dunlop (Honda)                                   |                                                       |
| 76                                                          | 1994 | Mountain Course                                       | Junior                                                | Joey Dunlop (Honda)                                   |                                                       |
| 76                                                          | 1994 | Mountain Course                                       | Senior                                                | Steve Hislop (Honda)                                  |                                                       |
| 76                                                          | 1994 | Mountain Course                                       | Singles                                               | Jim Moodie (Yamaha)                                   |                                                       |
| 76                                                          | 1994 | Mountain Course                                       | Formel I                                              | Steve Hislop (Honda)                                  |                                                       |
| 76                                                          | 1994 | Mountain Course                                       | Gespanne Rennen A                                     | Rob Fisher / Michael Wynn (Yamaha)                    |                                                       |
| 76                                                          | 1994 | Mountain Course                                       | Gespanne Rennen B                                     | Rob Fisher / Michael Wynn (Yamaha)                    |                                                       |
| 76                                                          | 1994 | Mountain Course                                       | Supersport 400                                        | Jim Moodie (Yamaha)                                   |                                                       |
| 76                                                          | 1994 | Mountain Course                                       | Supersport 600                                        | Iain Duffus (Yamaha)                                  |                                                       |
|                                                             |      |                                                       |                                                       |                                                       |                                                       |
| 77                                                          | 1995 | Mountain Course                                       | Ultra-Lightweight                                     | Mark Baldwin (Honda)                                  |                                                       |
| 77                                                          | 1995 | Mountain Course                                       | Lightweight                                           | Joey Dunlop (Honda)                                   |                                                       |
| 77                                                          | 1995 | Mountain Course                                       | Junior                                                | Iain Duffus (Honda)                                   |                                                       |
| 77                                                          | 1995 | Mountain Course                                       | Senior                                                | Joey Dunlop (Honda)                                   |                                                       |
| 77                                                          | 1995 | Mountain Course                                       | Singles                                               | Robert Holden (Ducati)                                |                                                       |
| 77                                                          | 1995 | Mountain Course                                       | Formel I                                              | Phillip McCallen (Honda)                              |                                                       |
| 77                                                          | 1995 | Mountain Course                                       | Gespanne Rennen A                                     | Rob Fisher / Boyd Hutchinson (Proton-Yamaha)          |                                                       |
| 77                                                          | 1995 | Mountain Course                                       | Gespanne Rennen B                                     | Rob Fisher / Boyd Hutchinson (Proton-Yamaha)          |                                                       |
|                                                             |      |                                                       |                                                       |                                                       |                                                       |
| 78                                                          | 1996 | Mountain Course                                       | Ultra-Lightweight                                     | Joey Dunlop (Honda)                                   |                                                       |
| 78                                                          | 1996 | Mountain Course                                       | Lightweight                                           | Joey Dunlop (Honda)                                   |                                                       |
| 78                                                          | 1996 | Mountain Course                                       | Junior                                                | Phillip McCallen (Honda)                              |                                                       |
| 78                                                          | 1996 | Mountain Course                                       | Senior                                                | Phillip McCallen (Honda)                              |                                                       |
| 78                                                          | 1996 | Mountain Course                                       | Singles                                               | Jim Moodie (Yamaha)                                   |                                                       |
| 78                                                          | 1996 | Mountain Course                                       | Formel I                                              | Phillip McCallen (Honda)                              |                                                       |
| 78                                                          | 1996 | Mountain Course                                       | Gespanne Rennen A                                     | Dave Molyneux / Peter Hill (DMR-Honda)                |                                                       |
| 78                                                          | 1996 | Mountain Course                                       | Gespanne Rennen B                                     | Dave Molyneux / Peter Hill (DMR-Honda)                |                                                       |
| 78                                                          | 1996 | Mountain Course                                       | Production                                            | Phillip McCallen (Honda)                              |                                                       |
|                                                             |      |                                                       |                                                       |                                                       |                                                       |
| 79                                                          | 1997 | Mountain Course                                       | Ultra-Lightweight                                     | Ian Lougher (Honda)                                   |                                                       |
| 79                                                          | 1997 | Mountain Course                                       | Lightweight                                           | Joey Dunlop (Honda)                                   |                                                       |
| 79                                                          | 1997 | Mountain Course                                       | Junior                                                | Ian Simpson (Honda)                                   |                                                       |
| 79                                                          | 1997 | Mountain Course                                       | Senior                                                | Phillip McCallen (Honda)                              |                                                       |
| 79                                                          | 1997 | Mountain Course                                       | Singles                                               | Dave Morris (BMW)                                     |                                                       |
| 79                                                          | 1997 | Mountain Course                                       | Formel I                                              | Phillip McCallen (Honda)                              |                                                       |
| 79                                                          | 1997 | Mountain Course                                       | Gespanne Rennen A                                     | Roy Hanks / Phil Biggs (Ireson)                       |                                                       |
| 79                                                          | 1997 | Mountain Course                                       | Gespanne Rennen B                                     | Rob Fisher / Rick Long (Baker)                        |                                                       |
| 79                                                          | 1997 | Mountain Course                                       | Production                                            | Phillip McCallen (Honda)                              |                                                       |
|                                                             |      |                                                       |                                                       |                                                       |                                                       |
| 80                                                          | 1998 | Mountain Course                                       |                                                       |                                                       |                                                       |
| 80                                                          | 1998 | Mountain Course                                       | Ultra-Lightweight                                     | Robert Dunlop (Honda)                                 |                                                       |
| 80                                                          | 1998 | Mountain Course                                       | Lightweight 250                                       | Joey Dunlop (Honda)                                   |                                                       |
| 80                                                          | 1998 | Mountain Course                                       | Singles                                               | Dave Morris (BMW)                                     |                                                       |
| 80                                                          | 1998 | Mountain Course                                       | Junior                                                | Michael Rutter (Honda)                                |                                                       |
| 80                                                          | 1998 | Mountain Course                                       | Formel I                                              | Ian Simpson (Honda)                                   |                                                       |
| 80                                                          | 1998 | Mountain Course                                       | Senior                                                | Ian Simpson (Honda)                                   |                                                       |
| 80                                                          | 1998 | Mountain Course                                       | Production                                            | Jim Moodie (Honda)                                    |                                                       |
| 80                                                          | 1998 | Mountain Course                                       | Gespanne Rennen A                                     | wegen schlechten Wetters abgesagt                     |                                                       |
| 80                                                          | 1998 | Mountain Course                                       | Gespanne Rennen B                                     | Dave Molyneux / Douglas Jewell (DMR-Honda)            |                                                       |
|                                                             |      |                                                       |                                                       |                                                       |                                                       |
| 81                                                          | 1999 | Mountain Course                                       |                                                       |                                                       |                                                       |
| 81                                                          | 1999 | Mountain Course                                       | Ultra-Lightweight                                     | Ian Lougher (Honda)                                   |                                                       |
| 81                                                          | 1999 | Mountain Course                                       | Lightweight 250                                       | John McGuinness (Honda)                               |                                                       |
| 81                                                          | 1999 | Mountain Course                                       | Lightweight 400                                       | Paul Williams (Honda)                                 |                                                       |
| 81                                                          | 1999 | Mountain Course                                       | Singles                                               | Dave Morris (BMW)                                     |                                                       |
| 81                                                          | 1999 | Mountain Course                                       | Junior 600                                            | Jim Moodie (Honda)                                    |                                                       |
| 81                                                          | 1999 | Mountain Course                                       | Formel I                                              | David Jefferies (Yamaha)                              |                                                       |
| 81                                                          | 1999 | Mountain Course                                       | Senior                                                | David Jefferies (Yamaha)                              |                                                       |
| 81                                                          | 1999 | Mountain Course                                       | Production                                            | David Jefferies (Yamaha)                              |                                                       |
| 81                                                          | 1999 | Mountain Course                                       | Gespanne Rennen A                                     | Dave Molyneux / Craig Hallam (DMR-Honda)              |                                                       |
| 81                                                          | 1999 | Mountain Course                                       | Gespanne Rennen B                                     | Rob Fisher / Rick Long (Baker-Honda)                  |                                                       |
|                                                             |      |                                                       |                                                       |                                                       |                                                       |
| 82                                                          | 2000 | Mountain Course                                       |                                                       |                                                       |                                                       |
| 82                                                          | 2000 | Mountain Course                                       | Ultra-Lightweight                                     | Joey Dunlop (Honda)                                   |                                                       |
| 82                                                          | 2000 | Mountain Course                                       | Lightweight 250                                       | Joey Dunlop (Honda)                                   |                                                       |
| 82                                                          | 2000 | Mountain Course                                       | Lightweight 400                                       | Brett Richmond (Honda)                                |                                                       |
| 82                                                          | 2000 | Mountain Course                                       | Singles                                               | John McGuinness (Chrysalis)                           |                                                       |
| 82                                                          | 2000 | Mountain Course                                       | Junior 600                                            | David Jefferies (Yamaha)                              |                                                       |
| 82                                                          | 2000 | Mountain Course                                       | Formel I                                              | Joey Dunlop (Honda)                                   |                                                       |
| 82                                                          | 2000 | Mountain Course                                       | Senior                                                | David Jefferies (Yamaha)                              |                                                       |
| 82                                                          | 2000 | Mountain Course                                       | Production                                            | David Jefferies (Yamaha)                              |                                                       |
| 82                                                          | 2000 | Mountain Course                                       | Gespanne Rennen A                                     | Rob Fisher / Rick Long (Baker-Honda)                  |                                                       |
| 82                                                          | 2000 | Mountain Course                                       | Gespanne Rennen B                                     | Rob Fisher / Rick Long (Baker-Honda)                  |                                                       |
|                                                             |      |                                                       |                                                       |                                                       |                                                       |
|                                                             | 2001 | keine Isle of Man TT wegen der Maul- und Klauenseuche | keine Isle of Man TT wegen der Maul- und Klauenseuche | keine Isle of Man TT wegen der Maul- und Klauenseuche | keine Isle of Man TT wegen der Maul- und Klauenseuche |
|                                                             |      |                                                       |                                                       |                                                       |                                                       |
| 83                                                          | 2002 | Mountain Course                                       |                                                       |                                                       |                                                       |
| 83                                                          | 2002 | Mountain Course                                       | Ultra-Lightweight 125                                 | Ian Lougher (Honda)                                   |                                                       |
| 83                                                          | 2002 | Mountain Course                                       | 250                                                   | Bruce Anstey (Yamaha)                                 |                                                       |
| 83                                                          | 2002 | Mountain Course                                       | Lightweight 400                                       | Richard Quayle (Honda)                                |                                                       |
| 83                                                          | 2002 | Mountain Course                                       | Junior (250 / 600 cm³)                                | Jim Moodie (Yamaha)                                   |                                                       |
| 83                                                          | 2002 | Mountain Course                                       | Formel I                                              | David Jefferies (Suzuki)                              |                                                       |
| 83                                                          | 2002 | Mountain Course                                       | Senior                                                | David Jefferies (Suzuki)                              |                                                       |
| 83                                                          | 2002 | Mountain Course                                       | Production 600                                        | Ian Lougher (Suzuki)                                  |                                                       |
| 83                                                          | 2002 | Mountain Course                                       | Production 1000                                       | David Jefferies (Suzuki)                              |                                                       |
| 83                                                          | 2002 | Mountain Course                                       | Gespanne Rennen A                                     | Rob Fisher / Rick Long (LMS)                          |                                                       |
| 83                                                          | 2002 | Mountain Course                                       | Gespanne Rennen B                                     | Rob Fisher / Rick Long (LMS)                          |                                                       |
|                                                             |      |                                                       |                                                       |                                                       |                                                       |
| 84                                                          | 2003 | Mountain Course                                       |                                                       |                                                       |                                                       |
| 84                                                          | 2003 | Mountain Course                                       | Ultra-Lightweight 125                                 | Chris Palmer (Honda)                                  |                                                       |
| 84                                                          | 2003 | Mountain Course                                       | Lightweight 400                                       | John McGuinness (Honda)                               |                                                       |
| 84                                                          | 2003 | Mountain Course                                       | Junior                                                | Bruce Anstey (Triumph)                                |                                                       |
| 84                                                          | 2003 | Mountain Course                                       | Formel I                                              | Adrian Archibald (Suzuki)                             |                                                       |
| 84                                                          | 2003 | Mountain Course                                       | Senior                                                | Adrian Archibald (Suzuki)                             |                                                       |
| 84                                                          | 2003 | Mountain Course                                       | Production 600                                        | Shaun Harris (Suzuki)                                 |                                                       |
| 84                                                          | 2003 | Mountain Course                                       | Production 1000                                       | Shaun Harris (Suzuki)                                 |                                                       |
| 84                                                          | 2003 | Mountain Course                                       | Gespanne Rennen A                                     | Ian Bell / Neil Carpenter (DMR-Honda)                 |                                                       |
| 84                                                          | 2003 | Mountain Course                                       | Gespanne Rennen B                                     | Dave Molyneux / Craig Hallam (DMR-Honda)              |                                                       |
|                                                             |      |                                                       |                                                       |                                                       |                                                       |
| 85                                                          | 2004 | Mountain Course                                       |                                                       |                                                       |                                                       |
| 85                                                          | 2004 | Mountain Course                                       | Lightweight 125                                       | Chris Palmer (Honda)                                  |                                                       |
| 85                                                          | 2004 | Mountain Course                                       | Lightweight 400                                       | John McGuinness (Honda)                               |                                                       |
| 85                                                          | 2004 | Mountain Course                                       | Junior                                                | John McGuinness (Yamaha)                              |                                                       |
| 85                                                          | 2004 | Mountain Course                                       | Formel I                                              | John McGuinness (Yamaha)                              |                                                       |
| 85                                                          | 2004 | Mountain Course                                       | Senior                                                | Adrian Archibald (Suzuki)                             |                                                       |
| 85                                                          | 2004 | Mountain Course                                       | Production 600                                        | Ryan Farquhar (Kawasaki)                              |                                                       |
| 85                                                          | 2004 | Mountain Course                                       | Production 1000                                       | Bruce Anstey (Suzuki)                                 |                                                       |
| 85                                                          | 2004 | Mountain Course                                       | Gespanne Rennen A                                     | Dave Molyneux / Daniel Sayle (DMR-Honda)              |                                                       |
| 85                                                          | 2004 | Mountain Course                                       | Gespanne Rennen B                                     | Dave Molyneux / Daniel Sayle (DMR-Honda)              |                                                       |
|                                                             |      |                                                       |                                                       |                                                       |                                                       |
| 86                                                          | 2005 | Mountain Course                                       |                                                       |                                                       |                                                       |
| 86                                                          | 2005 | Mountain Course                                       | Junior Rennen A                                       | Ian Lougher (Honda)                                   |                                                       |
| 86                                                          | 2005 | Mountain Course                                       | Junior Rennen B                                       | Ryan Farquhar (Kawasaki)                              |                                                       |
| 86                                                          | 2005 | Mountain Course                                       | Superstock                                            | Bruce Anstey (Suzuki)                                 |                                                       |
| 86                                                          | 2005 | Mountain Course                                       | Superbike                                             | John McGuinness (Yamaha)                              |                                                       |
| 86                                                          | 2005 | Mountain Course                                       | Senior                                                | John McGuinness (Yamaha)                              |                                                       |
| 86                                                          | 2005 | Mountain Course                                       | Gespanne Rennen A                                     | Nick Crowe / Darren Hope (DMR-Honda)                  |                                                       |
| 86                                                          | 2005 | Mountain Course                                       | Gespanne Rennen B                                     | Dave Molyneux / Daniel Sayle (DMR-Honda)              |                                                       |
|                                                             |      |                                                       |                                                       |                                                       |                                                       |
| 87                                                          | 2006 | Mountain Course                                       |                                                       |                                                       |                                                       |
| 87                                                          | 2006 | Mountain Course                                       | Junior                                                | John McGuinness (Honda)                               |                                                       |
| 87                                                          | 2006 | Mountain Course                                       | Superstock                                            | Bruce Anstey (Suzuki)                                 |                                                       |
| 87                                                          | 2006 | Mountain Course                                       | Superbike                                             | John McGuinness (Honda)                               |                                                       |
| 87                                                          | 2006 | Mountain Course                                       | Senior                                                | John McGuinness (Honda)                               |                                                       |
| 87                                                          | 2006 | Mountain Course                                       | Gespanne Rennen A                                     | Nick Crowe / Darren Hope (DMR-Honda)                  |                                                       |
| 87                                                          | 2006 | Mountain Course                                       | Gespanne Rennen B                                     | Nick Crowe / Darren Hope (DMR-Honda)                  |                                                       |
|                                                             |      |                                                       |                                                       |                                                       |                                                       |
| 88                                                          | 2007 | Mountain Course                                       |                                                       |                                                       |                                                       |
| 88                                                          | 2007 | Mountain Course                                       | Junior                                                | Ian Hutchinson (Honda)                                |                                                       |
| 88                                                          | 2007 | Mountain Course                                       | Superstock                                            | Bruce Anstey (Suzuki)                                 |                                                       |
| 88                                                          | 2007 | Mountain Course                                       | Superbike                                             | John McGuinness (Honda)                               |                                                       |
| 88                                                          | 2007 | Mountain Course                                       | Senior                                                | John McGuinness (Honda)                               |                                                       |
| 88                                                          | 2007 | Mountain Course                                       | Gespanne Rennen A                                     | Dave Molyneux / Rick Long (DMR-Honda)                 |                                                       |
| 88                                                          | 2007 | Mountain Course                                       | Gespanne Rennen B                                     | Dave Molyneux / Rick Long (DMR-Honda)                 |                                                       |
|                                                             |      |                                                       |                                                       |                                                       |                                                       |
| 89                                                          | 2008 | Billown Circuit                                       | Ultra-Lightweight                                     | Chris Palmer (Honda)                                  |                                                       |
| 89                                                          | 2008 | Billown Circuit                                       | Lightweight                                           | Ian Lougher (Honda)                                   |                                                       |
| 89                                                          | 2008 | Mountain Course                                       |                                                       |                                                       |                                                       |
| 89                                                          | 2008 | Junior Rennen A                                       | Steve Plater (Yamaha)                                 |                                                       |                                                       |
| 89                                                          | 2008 | Junior Rennen B                                       | Bruce Anstey (Suzuki)                                 |                                                       |                                                       |
| 89                                                          | 2008 | Superstock                                            | Cameron Donald (Suzuki)                               |                                                       |                                                       |
| 89                                                          | 2008 | Superbike                                             | Cameron Donald (Suzuki)                               |                                                       |                                                       |
| 89                                                          | 2008 | Senior                                                | John McGuinness (Honda)                               |                                                       |                                                       |
| 89                                                          | 2008 | Gespanne Rennen A                                     | Nick Crowe / Mark Cox (LCR-Honda)                     |                                                       |                                                       |
| 89                                                          | 2008 | Gespanne Rennen B                                     | Nick Crowe / Mark Cox (LCR-Honda)                     |                                                       |                                                       |
|                                                             |      |                                                       |                                                       |                                                       |                                                       |
| 90                                                          | 2009 | Billown Circuit                                       | Ultra-Lightweight Rennen A                            | Ian Lougher (Honda)                                   |                                                       |
| 90                                                          | 2009 | Billown Circuit                                       | Ultra-Lightweight Rennen B                            | Chris Palmer (Honda)                                  |                                                       |
| 90                                                          | 2009 | Billown Circuit                                       | Lightweight Rennen A                                  | Ian Lougher (Honda)                                   |                                                       |
| 90                                                          | 2009 | Billown Circuit                                       | Lightweight Rennen B                                  | Ian Lougher (Honda)                                   |                                                       |
| 90                                                          | 2009 | Mountain Course                                       |                                                       |                                                       |                                                       |
| 90                                                          | 2009 | Junior Rennen A                                       | Ian Hutchinson (Honda)                                |                                                       |                                                       |
| 90                                                          | 2009 | Junior Rennen B                                       | Michael Dunlop (Yamaha)                               |                                                       |                                                       |
| 90                                                          | 2009 | Superstock                                            | Ian Hutchinson (Honda)                                |                                                       |                                                       |
| 90                                                          | 2009 | Superbike                                             | John McGuinness (Honda)                               |                                                       |                                                       |
| 90                                                          | 2009 | Senior                                                | Steve Plater (Honda)                                  |                                                       |                                                       |
| 90                                                          | 2009 | Gespanne Rennen A                                     | Dave Molyneux / Daniel Sayle (DMR-Honda)              |                                                       |                                                       |
| 90                                                          | 2009 | Gespanne Rennen B                                     | nach einem Unfall abgebrochen und nicht neu gestartet |                                                       |                                                       |
| 90                                                          | 2009 | TTXGP PRO                                             | Rob Barber (AGNI)                                     |                                                       |                                                       |
| 90                                                          | 2009 | TTXGP OPEN                                            | Chris Heath (Electric Motorsport)                     |                                                       |                                                       |
|                                                             |      |                                                       |                                                       |                                                       |                                                       |
| 91                                                          | 2010 | Mountain Course                                       | Junior Rennen A                                       | Ian Hutchinson (Honda)                                |                                                       |
| 91                                                          | 2010 | Mountain Course                                       | Junior Rennen B                                       | Ian Hutchinson (Honda)                                |                                                       |
| 91                                                          | 2010 | Mountain Course                                       | Superstock                                            | Ian Hutchinson (Honda)                                |                                                       |
| 91                                                          | 2010 | Mountain Course                                       | Superbike                                             | Ian Hutchinson (Honda)                                |                                                       |
| 91                                                          | 2010 | Mountain Course                                       | Senior                                                | Ian Hutchinson (Honda)                                |                                                       |
| 91                                                          | 2010 | Mountain Course                                       | Gespanne Rennen A                                     | Klaus Klaffenböck / Daniel Sayle (LCR-Honda)          |                                                       |
| 91                                                          | 2010 | Mountain Course                                       | Gespanne Rennen B                                     | Klaus Klaffenböck / Daniel Sayle (LCR-Honda)          |                                                       |
| 91                                                          | 2010 | Mountain Course                                       | TT Zero                                               | Mark Miller (MotoCzysz)                               |                                                       |
|                                                             |      |                                                       |                                                       |                                                       |                                                       |
| 92                                                          | 2011 | Mountain Course                                       | Junior Rennen A                                       | Bruce Anstey (Honda)                                  |                                                       |
| 92                                                          | 2011 | Mountain Course                                       | Junior Rennen B                                       | Gary Johnson (Honda)                                  |                                                       |
| 92                                                          | 2011 | Mountain Course                                       | Superstock                                            | Michael Dunlop (Kawasaki)                             |                                                       |
| 92                                                          | 2011 | Mountain Course                                       | Superbike                                             | John McGuinness (Honda)                               |                                                       |
| 92                                                          | 2011 | Mountain Course                                       | Senior                                                | John McGuinness (Honda)                               |                                                       |
| 92                                                          | 2011 | Mountain Course                                       | Gespanne Rennen A                                     | Klaus Klaffenböck / Daniel Sayle (LCR-Honda)          |                                                       |
| 92                                                          | 2011 | Mountain Course                                       | Gespanne Rennen B                                     | John Holden / Andrew Winkle (LCR-Suzuki)              |                                                       |
| 92                                                          | 2011 | Mountain Course                                       | TT Zero                                               | Michael Rutter (MotoCzysz)                            |                                                       |
|                                                             |      |                                                       |                                                       |                                                       |                                                       |
| 93                                                          | 2012 | Mountain Course                                       | Lightweight                                           | Ryan Farquhar (Kawasaki)                              |                                                       |
| 93                                                          | 2012 | Mountain Course                                       | Supersport Rennen 1                                   | Bruce Anstey (Honda)                                  |                                                       |
| 93                                                          | 2012 | Mountain Course                                       | Supersport Rennen 2                                   | Michael Dunlop (Yamaha)                               |                                                       |
| 93                                                          | 2012 | Mountain Course                                       | Superstock                                            | John McGuinness (Honda)                               |                                                       |
| 93                                                          | 2012 | Mountain Course                                       | Superbike                                             | John McGuinness (Honda)                               |                                                       |
| 93                                                          | 2012 | Mountain Course                                       | Senior                                                | wegen schlechten Wetters abgesagt                     |                                                       |
| 93                                                          | 2012 | Mountain Course                                       | Gespanne Rennen 1                                     | Dave Molyneux / Patrick Farrance (DMR-Honda)          |                                                       |
| 93                                                          | 2012 | Mountain Course                                       | Gespanne Rennen 2                                     | Dave Molyneux / Patrick Farrance (DMR-Honda)          |                                                       |
| 93                                                          | 2012 | Mountain Course                                       | TT Zero                                               | Michael Rutter (MotoCzysz)                            |                                                       |
|                                                             |      |                                                       |                                                       |                                                       |                                                       |
| 94                                                          | 2013 | Mountain Course                                       | Lightweight                                           | James Hillier (Kawasaki)                              |                                                       |
| 94                                                          | 2013 | Mountain Course                                       | Supersport Rennen 1                                   | Michael Dunlop (Honda)                                |                                                       |
| 94                                                          | 2013 | Mountain Course                                       | Supersport Rennen 2                                   | Michael Dunlop (Honda)                                |                                                       |
| 94                                                          | 2013 | Mountain Course                                       | Superstock                                            | Michael Dunlop (Honda)                                |                                                       |
| 94                                                          | 2013 | Mountain Course                                       | Superbike                                             | Michael Dunlop (Honda)                                |                                                       |
| 94                                                          | 2013 | Mountain Course                                       | Senior                                                | John McGuinness (Honda)                               |                                                       |
| 94                                                          | 2013 | Mountain Course                                       | Gespanne Rennen 1                                     | Tim Reeves / Daniel Sayle (LCR)                       |                                                       |
| 94                                                          | 2013 | Mountain Course                                       | Gespanne Rennen 2                                     | Ben Birchall / Tom Birchall (LCR)                     |                                                       |
| 94                                                          | 2013 | Mountain Course                                       | TT Zero                                               | Michael Rutter (MotoCzysz)                            |                                                       |
|                                                             |      |                                                       |                                                       |                                                       |                                                       |
| 95                                                          | 2014 | Mountain Course                                       | Lightweight                                           | Dean Harrison (Kawasaki)                              |                                                       |
| 95                                                          | 2014 | Mountain Course                                       | Supersport Rennen 1                                   | Gary Johnson (Triumph)                                |                                                       |
| 95                                                          | 2014 | Mountain Course                                       | Supersport Rennen 2                                   | Michael Dunlop (Honda)                                |                                                       |
| 95                                                          | 2014 | Mountain Course                                       | Superstock                                            | Michael Dunlop (BMW)                                  |                                                       |
| 95                                                          | 2014 | Mountain Course                                       | Superbike                                             | Michael Dunlop (BMW)                                  |                                                       |
| 95                                                          | 2014 | Mountain Course                                       | Senior                                                | Michael Dunlop (BMW)                                  |                                                       |
| 95                                                          | 2014 | Mountain Course                                       | Gespanne Rennen 1                                     | Conrad Harrison / Mike Aylott (Shelbourne-Honda)      |                                                       |
| 95                                                          | 2014 | Mountain Course                                       | Gespanne Rennen 2                                     | Dave Molyneux / Patrick Farrance (DMR)                |                                                       |
| 95                                                          | 2014 | Mountain Course                                       | TT Zero                                               | John McGuinness (Mugen Shinden)                       |                                                       |
|                                                             |      |                                                       |                                                       |                                                       |                                                       |
| 96                                                          | 2015 | Mountain Course                                       | Lightweight                                           | Ivan Lintin (Kawasaki)                                |                                                       |
| 96                                                          | 2015 | Mountain Course                                       | Supersport Rennen 1                                   | Ian Hutchinson (Yamaha)                               |                                                       |
| 96                                                          | 2015 | Mountain Course                                       | Supersport Rennen 2                                   | Ian Hutchinson (Yamaha)                               |                                                       |
| 96                                                          | 2015 | Mountain Course                                       | Superstock                                            | Ian Hutchinson (Kawasaki)                             |                                                       |
| 96                                                          | 2015 | Mountain Course                                       | Superbike                                             | Bruce Anstey (Honda)                                  |                                                       |
| 96                                                          | 2015 | Mountain Course                                       | Senior                                                | John McGuinness (Honda)                               |                                                       |
| 96                                                          | 2015 | Mountain Course                                       | Gespanne Rennen 1                                     | Ben Birchall / Tom Birchall (LCR)                     |                                                       |
| 96                                                          | 2015 | Mountain Course                                       | Gespanne Rennen 2                                     | Ben Birchall / Tom Birchall (LCR)                     |                                                       |
| 96                                                          | 2015 | Mountain Course                                       | TT Zero                                               | John McGuinness (Mugen Shinden)                       |                                                       |
|                                                             |      |                                                       |                                                       |                                                       |                                                       |
| 97                                                          | 2016 | Mountain Course                                       | Lightweight                                           | Ivan Lintin (Kawasaki)                                |                                                       |
| 97                                                          | 2016 | Mountain Course                                       | Supersport Rennen 1                                   | Ian Hutchinson (Yamaha)                               |                                                       |
| 97                                                          | 2016 | Mountain Course                                       | Supersport Rennen 2                                   | Ian Hutchinson (Yamaha)                               |                                                       |
| 97                                                          | 2016 | Mountain Course                                       | Superstock                                            | Ian Hutchinson (BMW)                                  |                                                       |
| 97                                                          | 2016 | Mountain Course                                       | Superbike                                             | Michael Dunlop (BMW)                                  |                                                       |
| 97                                                          | 2016 | Mountain Course                                       | Senior                                                | Michael Dunlop (BMW)                                  |                                                       |
| 97                                                          | 2016 | Mountain Course                                       | Gespanne Rennen 1                                     | John Holden / Andrew Winkle (LCR)                     |                                                       |
| 97                                                          | 2016 | Mountain Course                                       | Gespanne Rennen 2                                     | Ben Birchall / Tom Birchall (LCR)                     |                                                       |
| 97                                                          | 2016 | Mountain Course                                       | TT Zero                                               | Bruce Anstey (Mugen Shinden)                          |                                                       |
|                                                             |      |                                                       |                                                       |                                                       |                                                       |
| 98                                                          | 2017 | Mountain Course                                       | Lightweight                                           | Michael Rutter (Paton)                                |                                                       |
| 98                                                          | 2017 | Mountain Course                                       | Supersport Rennen 1                                   | Michael Dunlop (Yamaha)                               |                                                       |
| 98                                                          | 2017 | Mountain Course                                       | Supersport Rennen 2                                   | wegen schlechten Wetters abgesagt                     |                                                       |
| 98                                                          | 2017 | Mountain Course                                       | Superstock                                            | Ian Hutchinson (BMW)                                  |                                                       |
| 98                                                          | 2017 | Mountain Course                                       | Superbike                                             | Ian Hutchinson (BMW)                                  |                                                       |
| 98                                                          | 2017 | Mountain Course                                       | Senior                                                | Michael Dunlop (Suzuki)                               |                                                       |
| 98                                                          | 2017 | Mountain Course                                       | Gespanne Rennen 1                                     | Ben Birchall / Tom Birchall (LCR)                     |                                                       |
| 98                                                          | 2017 | Mountain Course                                       | Gespanne Rennen 2                                     | Ben Birchall / Tom Birchall (LCR)                     |                                                       |
| 98                                                          | 2017 | Mountain Course                                       | TT Zero                                               | Bruce Anstey (Mugen Shinden)                          |                                                       |
|                                                             |      |                                                       |                                                       |                                                       |                                                       |
| 99                                                          | 2018 | Mountain Course                                       | Lightweight                                           | Michael Dunlop (Paton)                                |                                                       |
| 99                                                          | 2018 | Mountain Course                                       | Supersport Rennen 1                                   | Michael Dunlop (Honda)                                |                                                       |
| 99                                                          | 2018 | Mountain Course                                       | Supersport Rennen 2                                   | Dean Harrison (Kawasaki)                              |                                                       |
| 99                                                          | 2018 | Mountain Course                                       | Superstock                                            | Peter Hickman (BMW)                                   |                                                       |
| 99                                                          | 2018 | Mountain Course                                       | Superbike                                             | Michael Dunlop (BMW)                                  |                                                       |
| 99                                                          | 2018 | Mountain Course                                       | Senior                                                | Peter Hickman (BMW)                                   |                                                       |
| 99                                                          | 2018 | Mountain Course                                       | Gespanne Rennen 1                                     | Ben Birchall / Tom Birchall (Honda)                   |                                                       |
| 99                                                          | 2018 | Mountain Course                                       | Gespanne Rennen 2                                     | Ben Birchall / Tom Birchall (Honda)                   |                                                       |
| 99                                                          | 2018 | Mountain Course                                       | TT Zero                                               | Michael Rutter (Mugen Shinden)                        |                                                       |
|                                                             |      |                                                       |                                                       |                                                       |                                                       |
| 100                                                         | 2019 | Mountain Course                                       | Lightweight                                           | Michael Dunlop (Paton)                                |                                                       |
| 100                                                         | 2019 | Mountain Course                                       | Supersport Rennen 1                                   | Lee Johnston (Yamaha)                                 |                                                       |
| 100                                                         | 2019 | Mountain Course                                       | Supersport Rennen 2                                   | Peter Hickman (Triumph)                               |                                                       |
| 100                                                         | 2019 | Mountain Course                                       | Superstock                                            | Peter Hickman (BMW)                                   |                                                       |
| 100                                                         | 2019 | Mountain Course                                       | Superbike                                             | Peter Hickman (BMW)                                   |                                                       |
| 100                                                         | 2019 | Mountain Course                                       | Senior                                                | Dean Harrison (Kawasaki)                              |                                                       |
| 100                                                         | 2019 | Mountain Course                                       | Gespanne Rennen 1                                     | Ben Birchall / Tom Birchall (LCR)                     |                                                       |
| 100                                                         | 2019 | Mountain Course                                       | Gespanne Rennen 2                                     | Ben Birchall / Tom Birchall (LCR)                     |                                                       |
| 100                                                         | 2019 | Mountain Course                                       | TT Zero                                               | Michael Rutter (Mugen Shinden)                        |                                                       |
|                                                             |      |                                                       |                                                       |                                                       |                                                       |
| 2020–2021 keine Isle of Man TT wegen der COVID-19-Pandemie  |      |                                                       |                                                       |                                                       |                                                       |
|                                                             |      |                                                       |                                                       |                                                       |                                                       |
| 101                                                         | 2022 | Mountain Course                                       | Supertwin                                             | Peter Hickman (Paton)                                 |                                                       |
| 101                                                         | 2022 | Mountain Course                                       | Supersport Rennen 1                                   | Michael Dunlop (Yamaha)                               |                                                       |
| 101                                                         | 2022 | Mountain Course                                       | Supersport Rennen 2                                   | Michael Dunlop (Yamaha)                               |                                                       |
| 101                                                         | 2022 | Mountain Course                                       | Superstock                                            | Peter Hickman (BMW)                                   |                                                       |
| 101                                                         | 2022 | Mountain Course                                       | Superbike                                             | Peter Hickman (BMW)                                   |                                                       |
| 101                                                         | 2022 | Mountain Course                                       | Senior                                                | Peter Hickman (BMW)                                   |                                                       |
| 101                                                         | 2022 | Mountain Course                                       | Gespanne Rennen 1                                     | Ben Birchall / Tom Birchall (LCR)                     |                                                       |
| 101                                                         | 2022 | Mountain Course                                       | Gespanne Rennen 2                                     | Ben Birchall / Tom Birchall (LCR)                     |                                                       |
|                                                             |      |                                                       |                                                       |                                                       |                                                       |
| 102                                                         | 2023 | Mountain Course                                       | Supertwin Rennen 1                                    | Michael Dunlop (Paton)                                |                                                       |
| 102                                                         | 2023 | Mountain Course                                       | Supertwin Rennen 2                                    | Peter Hickman (Yamaha)                                |                                                       |
| 102                                                         | 2023 | Mountain Course                                       | Supersport Rennen 1                                   | Michael Dunlop (Yamaha)                               |                                                       |
| 102                                                         | 2023 | Mountain Course                                       | Supersport Rennen 2                                   | Michael Dunlop (Yamaha)                               |                                                       |
| 102                                                         | 2023 | Mountain Course                                       | Superstock Rennen 1                                   | Peter Hickman (BMW)                                   |                                                       |
| 102                                                         | 2023 | Mountain Course                                       | Superstock Rennen 2                                   | Peter Hickman (BMW)                                   |                                                       |
| 102                                                         | 2023 | Mountain Course                                       | Superbike                                             | Michael Dunlop (Honda)                                |                                                       |
| 102                                                         | 2023 | Mountain Course                                       | Senior                                                | Peter Hickman (BMW)                                   |                                                       |
| 102                                                         | 2023 | Mountain Course                                       | Gespanne Rennen 1                                     | Ben Birchall / Tom Birchall (LCR)                     |                                                       |
| 102                                                         | 2023 | Mountain Course                                       | Gespanne Rennen 2                                     | Ben Birchall / Tom Birchall (LCR)                     |                                                       |
|                                                             |      |                                                       |                                                       |                                                       |                                                       |
| 103                                                         | 2024 | Mountain Course                                       | Supertwin Rennen 1                                    | Michael Dunlop (Paton)                                |                                                       |
| 103                                                         | 2024 | Mountain Course                                       | Supertwin Rennen 2                                    | Michael Dunlop (Paton)                                |                                                       |
| 103                                                         | 2024 | Mountain Course                                       | Supersport Rennen 1                                   | Michael Dunlop (Yamaha)                               |                                                       |
| 103                                                         | 2024 | Mountain Course                                       | Supersport Rennen 2                                   | Michael Dunlop (Yamaha)                               |                                                       |
| 103                                                         | 2024 | Mountain Course                                       | Superstock Rennen 1                                   | Davey Todd (BMW)                                      |                                                       |
| 103                                                         | 2024 | Mountain Course                                       | Superstock Rennen 2                                   | wegen schlechten Wetters abgesagt                     |                                                       |
| 103                                                         | 2024 | Mountain Course                                       | Superbike                                             | Peter Hickman (BMW)                                   |                                                       |
| 103                                                         | 2024 | Mountain Course                                       | Senior                                                | Davey Todd (BMW)                                      |                                                       |
| 103                                                         | 2024 | Mountain Course                                       | Gespanne Rennen 1                                     | Ryan Crowe / Callum Crowe (LCR)                       |                                                       |
| 103                                                         | 2024 | Mountain Course                                       | Gespanne Rennen 2                                     | Ryan Crowe / Callum Crowe (LCR)                       |                                                       |
|                                                             |      |                                                       |                                                       |                                                       |                                                       |
| 104                                                         | 2025 | Mountain Course                                       | Supertwin Rennen 1                                    | Michael Dunlop (Paton)                                |                                                       |
| 104                                                         | 2025 | Mountain Course                                       | Supertwin Rennen 2                                    | Michael Dunlop (Paton)                                |                                                       |
| 104                                                         | 2025 | Mountain Course                                       | Supersport Rennen 1                                   | Michael Dunlop (Ducati)                               |                                                       |
| 104                                                         | 2025 | Mountain Course                                       | Supersport Rennen 2                                   | Michael Dunlop (Ducati)                               |                                                       |
| 104                                                         | 2025 | Mountain Course                                       | Superstock Rennen 1                                   | Dean Harrison (Honda)                                 |                                                       |
| 104                                                         | 2025 | Mountain Course                                       | Superstock Rennen 2                                   | Dean Harrison (Honda)                                 |                                                       |
| 104                                                         | 2025 | Mountain Course                                       | Superbike                                             | Davey Todd (BMW)                                      |                                                       |
| 104                                                         | 2025 | Mountain Course                                       | Senior                                                | wegen schlechten Wetters abgesagt                     |                                                       |
| 104                                                         | 2025 | Mountain Course                                       | Gespanne Rennen 1                                     | Ryan Crowe / Callum Crowe (LCR)                       |                                                       |
| 104                                                         | 2025 | Mountain Course                                       | Gespanne Rennen 2                                     | Ryan Crowe / Callum Crowe (LCR)                       |                                                       |